# Населённые пункты Владимирской области
Владимирская область на январь 2021 года включает 2525 населённых пунктов, в том числе:
- 32 городских населённых пункта (в списке выделены оранжевым цветом), из них:
  - 23 города
  - 9 посёлков городского типа;
- 2493 сельских населённых пункта (по переписи населения 2010 года — 2495 сельских населённых пунктов).

С 28 марта 2022 года во Владимирской области 33 городских населённых пункта в результате преобразования 1 посёлка в посёлок городского типа.
В списке населённые пункты распределены (в рамках административно-территориального устройства) по административно-территориальным образованиям: 5 городам (вне районов, соответствующих категории городов областного значения, включая 1 закрытое административно-территориальное образование) и 16 районам (в рамках организации местного самоуправления (муниципального устройства) им соответствуют 5 городских округов и 16 муниципальных районов).
Численность населения сельских населённых пунктов приведена по данным переписи населения 2010 года, численность населения городских населённых пунктов (посёлков городского типа (рабочих посёлков) и городов) — по оценке на 1 января 2021 года.

## Города (городские округа)

### Владимир
| №  | Населённый пункт | Тип              | Население |
| -- | ---------------- | ---------------- | --------- |
| 1  | Аббакумово       | деревня          | 17        |
| 2  | Бухолово         | деревня          | 7         |
| 3  | Вилки            | деревня          | 13        |
| 4  | Владимир         | город            | #Н/Д      |
| 5  | Долгая Лужа      | посёлок          | 18        |
| 6  | Заклязьменский   | посёлок          | 1131      |
| 7  | Злобино          | деревня          | 20        |
| 8  | Кусуново         | село             | 92        |
| 9  | Мосино           | село             | 85        |
| 10 | Немцово          | деревня          | 51        |
| 11 | Никулино         | деревня          | 126       |
| 12 | Оборино          | деревня          | 69        |
| 13 | Рахманов Перевоз | посёлок          | 36        |
| 14 | Спасское         | село             | 489       |
| 15 | Турбаза «Ладога» | населённый пункт | 335       |
| 16 | Уварово          | деревня          | 94        |
| 17 | Ущер             | село             | 0         |
| 18 | Шепелево         | деревня          | 139       |

### Гусь-Хрустальный
| № | Населённый пункт | Тип     | Население |
| - | ---------------- | ------- | --------- |
| 1 | Гусевский        | посёлок | 1915      |
| 2 | Гусь-Хрустальный | город   | 51 552    |
| 3 | Панфилово        | посёлок | 88        |

### Ковров
| № | Населённый пункт | Тип   | Население |
| - | ---------------- | ----- | --------- |
| 1 | Ковров           | город | 127 831   |

### Муром (округ Муром)
| №  | Населённый пункт          | Тип     | Население |
| -- | ------------------------- | ------- | --------- |
| 1  | Александровка             | деревня | 702       |
| 2  | Дмитриевская Слобода      | село    | 1197      |
| 3  | Коммуна                   | деревня | 13        |
| 4  | Механизаторов             | посёлок | 1313      |
| 5  | Муром                     | город   | 104 078   |
| 6  | Муромский                 | посёлок | 817       |
| 7  | Нежиловка                 | деревня | 233       |
| 8  | Орлово                    | деревня | 696       |
| 9  | Фабрики им. П. Л. Войкова | посёлок | 1130      |
| 10 | Якиманская Слобода        | село    | 1389      |

## ЗАТО (городской округ)
| № | Населённый пункт | Тип   | Население |
| - | ---------------- | ----- | --------- |
| 1 | Радужный         | город | 17 569    |

## Районы

### Александровский
наверх к оглавлению
| №   | Населённый пункт  | Тип     | Население |
| --- | ----------------- | ------- | --------- |
| 1   | Агафонка          | деревня | 15        |
| 2   | Акимка            | деревня | 0         |
| 3   | Аксёновка         | деревня | 77        |
| 4   | Алабухино         | деревня | 12        |
| 5   | Александров       | город   | 57 053    |
| 6   | Алексино          | деревня | 20        |
| 7   | Андреевское       | село    | 937       |
| 8   | Анисимка          | деревня | 11        |
| 9   | Антонка           | деревня | 50        |
| 10  | Арсаки            | деревня | 134       |
| 11  | Арсаки            | посёлок | 210       |
| 12  | Арханка           | деревня | 56        |
| 13  | Афанасьево        | деревня | 81        |
| 14  | Афонасово         | деревня | 33        |
| 15  | Базуново          | деревня | 5         |
| 16  | Бакино            | деревня | 158       |
| 17  | Бакшеево          | село    | 413       |
| 18  | Балакирево        | посёлок | 9474      |
| 19  | Банево            | деревня | 40        |
| 20  | Башкино           | деревня | 12        |
| 21  | Бельтеевка        | деревня | 6         |
| 22  | Березино          | деревня | 7         |
| 23  | Большие Вёски     | деревня | 13        |
| 24  | Большое Каринское | село    | 315       |
| 25  | Большое Маринкино | деревня | 25        |
| 26  | Большое Михалёво  | деревня | 33        |
| 27  | Большое Шимоново  | деревня | 39        |
| 28  | Брыковы Горы      | деревня | 32        |
| 29  | Бунаково          | деревня | 24        |
| 30  | Буньково          | деревня | 1         |
| 31  | Бухары            | деревня | 101       |
| 32  | Вашкино           | деревня | 1         |
| 33  | Ведево            | деревня | 2         |
| 34  | Вертягино         | деревня | 16        |
| 35  | Вески             | деревня | 124       |
| 36  | Вишняково         | деревня | 43        |
| 37  | Владимирово       | деревня | 0         |
| 38  | Володино          | деревня | 18        |
| 39  | Волохово          | деревня | 5         |
| 40  | Воскресенское     | деревня | 48        |
| 41  | Высоково          | деревня | 0         |
| 42  | Вязьмино          | деревня | 51        |
| 43  | Вяльковка         | деревня | 10        |
| 44  | Гавшино           | деревня | 2         |
| 45  | Гидеево           | деревня | 44        |
| 46  | Глядково          | деревня | 0         |
| 47  | Годуново          | село    | 475       |
| 48  | Гольцово          | деревня | 12        |
| 49  | Горки             | деревня | 2         |
| 50  | Горки             | деревня | 4         |
| 51  | Григорово         | деревня | 69        |
| 52  | Григорово         | деревня | 7         |
| 53  | Григорово         | деревня | 4         |
| 54  | Гришино           | деревня | 5         |
| 55  | Данилково         | деревня | 8         |
| 56  | Данилково         | деревня | 8         |
| 57  | Данилково         | деревня | 8         |
| 58  | Дарьино           | деревня | 43        |
| 59  | Дворики           | деревня | 72        |
| 60  | Демьяново         | деревня | 6         |
| 61  | Долгополье        | село    | 14        |
| 62  | Долматово         | деревня | 71        |
| 63  | Дубки             | деревня | 0         |
| 64  | Дубна             | деревня | 41        |
| 65  | Дуденево          | деревня | 29        |
| 66  | Егорьевское       | деревня | 0         |
| 67  | Еловки            | деревня | 5         |
| 68  | Елькино           | деревня | 386       |
| 69  | Жабрево           | деревня | 32        |
| 70  | Жари              | деревня | 0         |
| 71  | Желнино           | деревня | 14        |
| 72  | Жуклино           | деревня | 85        |
| 73  | Звягины Горы      | деревня | 0         |
| 74  | Зезевитово        | деревня | 47        |
| 75  | Зеленцино         | деревня | 103       |
| 76  | Зиновьево         | село    | 5         |
| 77  | Зубарево          | деревня | 1         |
| 78  | Иваново-Соболево  | деревня | 117       |
| 79  | Ивановское        | деревня | 9         |
| 80  | Ивановское        | деревня | 95        |
| 81  | Иваньково         | деревня | 61        |
| 82  | Измайлово         | деревня | 23        |
| 83  | имени Ленина      | посёлок | 877       |
| 84  | имени Шмидта      | посёлок | 0         |
| 85  | Ирково            | село    | 9         |
| 86  | Исаевка           | деревня | 21        |
| 87  | Искра             | посёлок | 394       |
| 88  | Каблуково         | деревня | 1         |
| 89  | Калинино          | деревня | 60        |
| 90  | Каменка           | деревня | 5         |
| 91  | Карабаново        | город   | 13 150    |
| 92  | Кашино            | деревня | 44        |
| 93  | Кишкино           | село    | 0         |
| 94  | Клемячево         | деревня | 8         |
| 95  | Кленовка          | деревня | 0         |
| 96  | Коведяево         | деревня | 4         |
| 97  | Козлаково         | деревня | 0         |
| 98  | Колпаково         | деревня | 4         |
| 99  | Комшилово         | деревня | 63        |
| 100 | Конищево          | деревня | 38        |
| 101 | Конюхово          | деревня | 18        |
| 102 | Копцево           | деревня | 8         |
| 103 | Копылиха          | деревня | 16        |
| 104 | Корелы            | деревня | 22        |
| 105 | Коровино          | деревня | 17        |
| 106 | Косково           | деревня | 2         |
| 107 | Красная Роща      | деревня | 22        |
| 108 | Красное Пламя     | посёлок | 559       |
| 109 | Круглышево        | деревня | 11        |
| 110 | Крутец            | деревня | 91        |
| 111 | Кудрино           | деревня | 6         |
| 112 | Куликовка         | деревня | 24        |
| 113 | Курганиха         | деревня | 36        |
| 114 | Легково           | деревня | 364       |
| 115 | Ленинская Слобода | деревня | 33        |
| 116 | Лизуново          | деревня | 184       |
| 117 | Лисавы            | деревня | 252       |
| 118 | Лобково           | деревня | 310       |
| 119 | Лукьянцево        | деревня | 40        |
| 120 | Лунёво            | деревня | 15        |
| 121 | Луч               | посёлок | 54        |
| 122 | Маёвка            | посёлок | 84        |
| 123 | Майский           | посёлок | 643       |
| 124 | Малиново          | деревня | 10        |
| 125 | Малое Каринское   | деревня | 77        |
| 126 | Малое Маринкино   | деревня | 25        |
| 127 | Малое Михалёво    | деревня | 20        |
| 128 | Малое Шимоново    | деревня | 5         |
| 129 | Малые Вёски       | деревня | 0         |
| 130 | Марёнкино         | деревня | 90        |
| 131 | Марино            | деревня | 156       |
| 132 | Махра             | село    | 271       |
| 133 | Машково           | деревня | 35        |
| 134 | Маяк              | посёлок | 217       |
| 135 | Межаково          | деревня | 5         |
| 136 | Мелехино          | деревня | 7         |
| 137 | Монастырёво       | деревня | 19        |
| 138 | Мостищево         | деревня | 37        |
| 139 | Мошнино           | село    | 29        |
| 140 | Мякишево          | деревня | 1         |
| 141 | Мячково           | село    | 39        |
| 142 | Наумово           | деревня | 53        |
| 143 | Неглово           | деревня | 26        |
| 144 | Недюревка         | деревня | 167       |
| 145 | Николаевка        | деревня | 0         |
| 146 | Николаевка        | деревня | 9         |
| 147 | Никольское        | деревня | 4         |
| 148 | Новинки           | деревня | 10        |
| 149 | Новинки           | деревня | 157       |
| 150 | Нововоскресенское | деревня | 55        |
| 151 | Новожилово        | деревня | 50        |
| 152 | Новосёлка         | село    | 99        |
| 153 | Новосёлка         | деревня | 109       |
| 154 | Обашево           | деревня | 182       |
| 155 | Осташкино         | деревня | 21        |
| 156 | Отертиково        | деревня | 7         |
| 157 | Паткино           | деревня | 0         |
| 158 | Перематкино       | деревня | 28        |
| 159 | Песочная          | деревня | 0         |
| 160 | Петраково         | деревня | 6         |
| 161 | Пикалёво          | деревня | 2         |
| 162 | Плеханы           | деревня | 17        |
| 163 | Площево           | деревня | 35        |
| 164 | Поварово          | деревня | 0         |
| 165 | Подвязье          | деревня | 61        |
| 166 | Подсосенье        | деревня | 0         |
| 167 | Покров            | деревня | 3         |
| 168 | Полиносово        | деревня | 11        |
| 169 | Полувзвоз         | деревня | 7         |
| 170 | Поречье           | деревня | 93        |
| 171 | Пречистино        | деревня | 3         |
| 172 | Пречистино        | деревня | 20        |
| 173 | Прокино           | деревня | 4         |
| 174 | Прокофьево        | деревня | 37        |
| 175 | Пустынь           | деревня | 19        |
| 176 | Путилово          | деревня | 0         |
| 177 | Ратьково          | деревня | 92        |
| 178 | Рождествено       | деревня | 11        |
| 179 | Романка           | деревня | 0         |
| 180 | Романово          | деревня | 85        |
| 181 | Романовское       | село    | 58        |
| 182 | Рупусово          | деревня | 24        |
| 183 | Рыкулино          | деревня | 28        |
| 184 | Рюминское         | село    | 11        |
| 185 | Рябинино          | деревня | 4         |
| 186 | Сабельское        | деревня | 24        |
| 187 | Самарино          | деревня | 16        |
| 188 | Светлый           | посёлок | 432       |
| 189 | Свинкино          | деревня | 4         |
| 190 | Семенково         | деревня | 0         |
| 191 | Сивково           | деревня | 9         |
| 192 | Следнево          | деревня | 487       |
| 193 | Снятиново         | деревня | 39        |
| 194 | Соколово          | деревня | 35        |
| 195 | Соколово          | деревня | 128       |
| 196 | Сорокино          | деревня | 43        |
| 197 | Спорново          | деревня | 147       |
| 198 | Становищи         | деревня | 3         |
| 199 | Старая            | деревня | 11        |
| 200 | Старая Слобода    | село    | 127       |
| 201 | Старинки          | деревня | 2         |
| 202 | Старово           | деревня | 20        |
| 203 | Степаниха         | деревня | 1         |
| 204 | Степаниха         | деревня | 76        |
| 205 | Степково          | деревня | 89        |
| 206 | Струнино          | город   | 11 774    |
| 207 | Сусловка          | деревня | 3         |
| 208 | Сущёво            | деревня | 22        |
| 209 | Таратино          | деревня | 34        |
| 210 | Татьянино         | деревня | 2         |
| 211 | Темкино           | деревня | 9         |
| 212 | Тепелёво          | деревня | 0         |
| 213 | Тириброво         | деревня | 112       |
| 214 | Тириново          | деревня | 9         |
| 215 | Толмачёво         | деревня | 0         |
| 216 | Торфопредприятия  | посёлок | 16        |
| 217 | Тургенево         | деревня | 20        |
| 218 | Федоровское       | деревня | 11        |
| 219 | Федяйково         | деревня | 43        |
| 220 | Холопово          | деревня | 133       |
| 221 | Хорошево          | деревня | 25        |
| 222 | Чернецкое         | деревня | 12        |
| 223 | Четверть          | деревня | 42        |
| 224 | Числавль          | деревня | 7         |
| 225 | Шаблыкино         | деревня | 83        |
| 226 | Шиклово           | деревня | 67        |
| 227 | Шимохтино         | село    | 11        |
| 228 | Шихово            | деревня | 2         |
| 229 | Шушково           | деревня | 3         |
| 230 | Щекотово          | деревня | 2         |
| 231 | Юрцово            | деревня | 23        |
| 232 | Ям                | деревня | 14        |
| 233 | Яншино            | деревня | 3         |

### Вязниковский
наверх к оглавлению
| №   | Населённый пункт    | Тип     | Население |
| --- | ------------------- | ------- | --------- |
| 1   | Абросимово          | деревня | 11        |
| 2   | Агафоново           | деревня | 20        |
| 3   | Аксёново            | деревня | 0         |
| 4   | Алёшинская          | деревня | 8         |
| 5   | Ананьино            | деревня | 11        |
| 6   | Аносово             | деревня | 0         |
| 7   | Артёмково           | деревня | 2         |
| 8   | Афанасьево          | деревня | 69        |
| 9   | Бабухино            | деревня | 2         |
| 10  | Барское Рыкино      | деревня | 0         |
| 11  | Барское-Татарово    | село    | 1228      |
| 12  | Бахтолово           | деревня | 11        |
| 13  | Белая Рамень        | деревня | 19        |
| 14  | Беляиха             | деревня | 3         |
| 15  | Болымотиха          | деревня | 74        |
| 16  | Большевысоково      | деревня | 220       |
| 17  | Большие Липки       | деревня | 188       |
| 18  | Большие Удолы       | деревня | 24        |
| 19  | Большое Филисово    | деревня | 21        |
| 20  | Большой Холм        | деревня | 72        |
| 21  | Борзынь             | деревня | 38        |
| 22  | Бородино            | деревня | 5         |
| 23  | Брагино             | деревня | 1         |
| 24  | Бродники            | деревня | 16        |
| 25  | Бурино              | деревня | 0         |
| 26  | Бурино              | посёлок | 107       |
| 27  | Бурково             | деревня | 32        |
| 28  | Бурцево             | деревня | 17        |
| 29  | Буторлино           | деревня | 430       |
| 30  | Быковка             | деревня | 167       |
| 31  | Васильки            | деревня | 17        |
| 32  | Васькино            | деревня | 0         |
| 33  | Войново             | деревня | 20        |
| 34  | Воробьёвка          | деревня | 305       |
| 35  | Воронино            | деревня | 206       |
| 36  | Высоково            | деревня | 3         |
| 37  | Вязники             | город   | 36 203    |
| 38  | Вязовка             | деревня | 54        |
| 39  | Галкино             | деревня | 204       |
| 40  | Глинищи             | деревня | 29        |
| 41  | Глубоково           | деревня | 5         |
| 42  | Головино            | деревня | 4         |
| 43  | Горемыкино          | деревня | 4         |
| 44  | Грачёвка            | деревня | 0         |
| 45  | Гридинская          | деревня | 3         |
| 46  | Гуляиха             | деревня | 0         |
| 47  | Данилково           | деревня | 51        |
| 48  | Дороново            | деревня | 0         |
| 49  | Дружная             | деревня | 20        |
| 50  | Дудкино             | деревня | 20        |
| 51  | Дьяконово           | деревня | 7         |
| 52  | Ёжово               | деревня | 0         |
| 53  | Ерофеево            | деревня | 190       |
| 54  | Жарцы               | деревня | 22        |
| 55  | Жары                | деревня | 8         |
| 56  | Ждановка            | деревня | 0         |
| 57  | Желнино             | деревня | 21        |
| 58  | Желобиха            | деревня | 0         |
| 59  | Жолобово            | деревня | 0         |
| 60  | Заборочье           | деревня | 46        |
| 61  | Завражье            | деревня | 18        |
| 62  | Заречный            | посёлок | 272       |
| 63  | Захаровка           | деревня | 15        |
| 64  | Зелёные Пруды       | деревня | 4         |
| 65  | Злобаево            | деревня | 59        |
| 66  | Зобищи              | деревня | 22        |
| 67  | Золотая Грива       | деревня | 5         |
| 68  | Ивановка            | деревня | 10        |
| 69  | Иваньково           | деревня | 3         |
| 70  | Игуменцево          | деревня | 10        |
| 71  | Илевники            | деревня | 17        |
| 72  | Ильина Гора         | деревня | 27        |
| 73  | Исаево              | деревня | 3         |
| 74  | Исаковка            | деревня | 4         |
| 75  | Каликино            | деревня | 4         |
| 76  | Калиты              | деревня | 0         |
| 77  | Каменево            | деревня | 6         |
| 78  | Кика                | деревня | 37        |
| 79  | Китово              | деревня | 8         |
| 80  | Климовская          | деревня | 61        |
| 81  | Ключево             | деревня | 2         |
| 82  | Козловка            | деревня | 69        |
| 83  | Козлово             | деревня | 145       |
| 84  | Комлево             | деревня | 4         |
| 85  | Копцево             | деревня | 34        |
| 86  | Коровино            | деревня | 0         |
| 87  | Коровинцево         | деревня | 35        |
| 88  | Коршуниха           | деревня | 10        |
| 89  | Костенево           | деревня | 9         |
| 90  | Коурково            | деревня | 119       |
| 91  | Коширино            | деревня | 1         |
| 92  | Кошкино             | деревня | 0         |
| 93  | Крутовка            | деревня | 10        |
| 94  | Крутые              | деревня | 20        |
| 95  | Крутые Горки        | деревня | 0         |
| 96  | Кудрявцево          | деревня | 34        |
| 97  | Кузьмино            | деревня | 7         |
| 98  | Курбатиха           | деревня | 17        |
| 99  | Лапино              | деревня | 49        |
| 100 | Лепешкино           | деревня | 0         |
| 101 | Липки               | участок | 108       |
| 102 | Липовская Усадьба   | деревня | 4         |
| 103 | Лихая Пожня         | деревня | 53        |
| 104 | Лог                 | деревня | 21        |
| 105 | Лужки               | деревня | 0         |
| 106 | Лукново             | посёлок | 2189      |
| 107 | Маловская           | деревня | 171       |
| 108 | Малое Высоково      | деревня | 3         |
| 109 | Малые Липки         | деревня | 119       |
| 110 | Малые Удолы         | деревня | 69        |
| 111 | Малый Холм          | деревня | 7         |
| 112 | Марьино             | деревня | 12        |
| 113 | Матюкино            | деревня | 7         |
| 114 | Медведево           | деревня | 81        |
| 115 | Меркутино           | деревня | 5         |
| 116 | Микляево            | деревня | 1         |
| 117 | Митинская           | деревня | 15        |
| 118 | Митины Деревеньки   | деревня | 39        |
| 119 | Михалишки           | деревня | 0         |
| 120 | Мишурово            | деревня | 1         |
| 121 | Мокрово             | деревня | 0         |
| 122 | Мстёра              | посёлок | 4517      |
| 123 | Мстёра              | станция | 1018      |
| 124 | Нагуево             | деревня | 0         |
| 125 | Налескино           | деревня | 28        |
| 126 | Наместово           | деревня | 19        |
| 127 | Невежино            | деревня | 9         |
| 128 | Никологоры          | посёлок | 4950      |
| 129 | Новая Рамень        | деревня | 4         |
| 130 | Ново                | деревня | 3         |
| 131 | Новосёлка           | деревня | 95        |
| 132 | Обеднино            | деревня | 5         |
| 133 | Озерки              | деревня | 0         |
| 134 | Окатово             | деревня | 2         |
| 135 | Октябрьская         | деревня | 744       |
| 136 | Октябрьский         | посёлок | 1885      |
| 137 | Олтушево            | деревня | 43        |
| 138 | Осинки              | деревня | 236       |
| 139 | Охлопково           | деревня | 18        |
| 140 | Палкино             | деревня | 127       |
| 141 | Палково             | деревня | 30        |
| 142 | Паустово            | деревня | 849       |
| 143 | Первомайский        | посёлок | 314       |
| 144 | Перово              | деревня | 153       |
| 145 | Першино             | деревня | 0         |
| 146 | Пески               | деревня | 339       |
| 147 | Пивоварово          | деревня | 113       |
| 148 | Пировы-Городищи     | деревня | 785       |
| 149 | Плосково            | деревня | 1         |
| 150 | Поздняково          | деревня | 119       |
| 151 | Пономарёво          | деревня | 16        |
| 152 | Порзамка            | деревня | 1         |
| 153 | Пригорево           | деревня | 9         |
| 154 | Приозёрный          | посёлок | 615       |
| 155 | Пролетарский        | посёлок | 9         |
| 156 | Проскуряково        | деревня | 0         |
| 157 | Раменье             | деревня | 100       |
| 158 | Растово             | деревня | 1         |
| 159 | Реутово             | деревня | 0         |
| 160 | Роговская           | деревня | 63        |
| 161 | Ромашёво            | деревня | 5         |
| 162 | Руделёво            | деревня | 17        |
| 163 | Рудильницы          | деревня | 32        |
| 164 | Рытово              | деревня | 25        |
| 165 | Рябиха              | деревня | 3         |
| 166 | Санхар              | посёлок | 27        |
| 167 | Сарыево             | посёлок | 601       |
| 168 | Сарыево             | село    | 368       |
| 169 | Седельниково        | деревня | 15        |
| 170 | Секерино            | деревня | 0         |
| 171 | Селище              | деревня | 111       |
| 172 | Сельцовы Деревеньки | деревня | 31        |
| 173 | Селянкино           | деревня | 10        |
| 174 | Сенино              | деревня | 0         |
| 175 | Сеньково            | посёлок | 76        |
| 176 | Сергеево            | деревня | 542       |
| 177 | Сергиевы-Горки      | село    | 372       |
| 178 | Серково             | деревня | 762       |
| 179 | Серково             | деревня | 14        |
| 180 | Сизово              | деревня | 4         |
| 181 | Симонцево           | деревня | 95        |
| 182 | Сингерь             | деревня | 34        |
| 183 | Синяткино           | деревня | 41        |
| 184 | Сколепово           | деревня | 5         |
| 185 | Слободка            | деревня | 84        |
| 186 | Сменки              | деревня | 0         |
| 187 | Сосенки             | деревня | 21        |
| 188 | Сосновка            | деревня | 3         |
| 189 | Ставрово            | деревня | 23        |
| 190 | Станки              | село    | 435       |
| 191 | Старыгино           | деревня | 36        |
| 192 | Стёпанцево          | посёлок | 2267      |
| 193 | Степково            | деревня | 13        |
| 194 | Стряпково           | деревня | 2         |
| 195 | Ступины Деревеньки  | деревня | 36        |
| 196 | Суволока            | деревня | 2         |
| 197 | Суйтино             | деревня | 16        |
| 198 | Сысоево             | деревня | 81        |
| 199 | Табачиха            | деревня | 8         |
| 200 | Тимино              | деревня | 0         |
| 201 | Тихово              | деревня | 0         |
| 202 | Тополёвка           | деревня | 2         |
| 203 | Торчиха             | деревня | 3         |
| 204 | Троицкое-Татарово   | село    | 31        |
| 205 | Трухачиха           | деревня | 3         |
| 206 | Усады               | деревня | 153       |
| 207 | Успенский Погост    | деревня | 69        |
| 208 | Федорково           | деревня | 0         |
| 209 | Федосеиха           | деревня | 14        |
| 210 | Федурники           | деревня | 17        |
| 211 | Филипповка          | деревня | 0         |
| 212 | Фомина Рамень       | деревня | 6         |
| 213 | Харино              | деревня | 23        |
| 214 | Хмельники           | деревня | 0         |
| 215 | Хотиловка           | деревня | 0         |
| 216 | Худяково            | деревня | 0         |
| 217 | Центральный         | посёлок | 924       |
| 218 | Чернево             | деревня | 10        |
| 219 | Черноморье          | деревня | 7         |
| 220 | Чудиново            | деревня | 998       |
| 221 | Шатнево             | деревня | 278       |
| 222 | Шустово             | деревня | 209       |
| 223 | Щекино              | деревня | 9         |
| 224 | Эдон                | деревня | 493       |
| 225 | Юрышки              | деревня | 10        |
| 226 | Якушиха             | деревня | 0         |
| 227 | Ям                  | деревня | 15        |
| 228 | Ямки                | деревня | 3         |
| 229 | Яндовы              | деревня | 7         |
| 230 | Яр                  | посёлок | 0         |
| 231 | Ясные Зори          | деревня | 1         |

### Гороховецкий
наверх к оглавлению
| №   | Населённый пункт           | Тип                  | Население                                                                                  |
| --- | -------------------------- | -------------------- | ------------------------------------------------------------------------------------------ |
| 1   | Агафоново                  | деревня              | 2                                                                                          |
| 2   | Аксаково                   | деревня              | Получено слишком много сущностей из Викиданные. Количество загруженных сущностей: 500/500. |
| 3   | Алёшково                   | деревня              | Получено слишком много сущностей из Викиданные. Количество загруженных сущностей: 500/500. |
| 4   | Алфёрово                   | деревня              | Получено слишком много сущностей из Викиданные. Количество загруженных сущностей: 500/500. |
| 5   | Арефино                    | деревня              | Получено слишком много сущностей из Викиданные. Количество загруженных сущностей: 500/500. |
| 6   | Баландино                  | деревня              | Получено слишком много сущностей из Викиданные. Количество загруженных сущностей: 500/500. |
| 7   | Березницы                  | деревня              | Получено слишком много сущностей из Викиданные. Количество загруженных сущностей: 500/500. |
| 8   | Беркуново                  | деревня              | Получено слишком много сущностей из Викиданные. Количество загруженных сущностей: 500/500. |
| 9   | Богородское                | деревня              | Получено слишком много сущностей из Викиданные. Количество загруженных сущностей: 500/500. |
| 10  | Большая Карповка           | деревня              | Получено слишком много сущностей из Викиданные. Количество загруженных сущностей: 500/500. |
| 11  | Большие Лужки              | деревня              | Получено слишком много сущностей из Викиданные. Количество загруженных сущностей: 500/500. |
| 12  | Большое Сокурово           | деревня              | Получено слишком много сущностей из Викиданные. Количество загруженных сущностей: 500/500. |
| 13  | Борзаково                  | деревня              | Получено слишком много сущностей из Викиданные. Количество загруженных сущностей: 500/500. |
| 14  | Ботулино                   | деревня              | Получено слишком много сущностей из Викиданные. Количество загруженных сущностей: 500/500. |
| 15  | Быкасово                   | деревня              | Получено слишком много сущностей из Викиданные. Количество загруженных сущностей: 500/500. |
| 16  | Быльцыно                   | деревня              | Получено слишком много сущностей из Викиданные. Количество загруженных сущностей: 500/500. |
| 17  | Вамна                      | деревня              | Получено слишком много сущностей из Викиданные. Количество загруженных сущностей: 500/500. |
| 18  | Васенино                   | деревня              | Получено слишком много сущностей из Викиданные. Количество загруженных сущностей: 500/500. |
| 19  | Васильчиково               | деревня              | Получено слишком много сущностей из Викиданные. Количество загруженных сущностей: 500/500. |
| 20  | Васильчиково               | участок              | Получено слишком много сущностей из Викиданные. Количество загруженных сущностей: 500/500. |
| 21  | Великово                   | деревня              | Получено слишком много сущностей из Викиданные. Количество загруженных сущностей: 500/500. |
| 22  | Веретеньково               | деревня              | Получено слишком много сущностей из Викиданные. Количество загруженных сущностей: 500/500. |
| 23  | Ветельницы                 | деревня              | Получено слишком много сущностей из Викиданные. Количество загруженных сущностей: 500/500. |
| 24  | Внуково                    | деревня              | Получено слишком много сущностей из Викиданные. Количество загруженных сущностей: 500/500. |
| 25  | Выезд                      | деревня              | Получено слишком много сущностей из Викиданные. Количество загруженных сущностей: 500/500. |
| 26  | Гаврильцево                | деревня              | Получено слишком много сущностей из Викиданные. Количество загруженных сущностей: 500/500. |
| 27  | Галицы                     | посёлок              | Получено слишком много сущностей из Викиданные. Количество загруженных сущностей: 500/500. |
| 28  | Гашкино                    | деревня              | Получено слишком много сущностей из Викиданные. Количество загруженных сущностей: 500/500. |
| 29  | Гончары                    | деревня              | Получено слишком много сущностей из Викиданные. Количество загруженных сущностей: 500/500. |
| 30  | Горловка                   | деревня              | Получено слишком много сущностей из Викиданные. Количество загруженных сущностей: 500/500. |
| 31  | Горное Татаринцево         | деревня              | Получено слишком много сущностей из Викиданные. Количество загруженных сущностей: 500/500. |
| 32  | Городищи                   | деревня              | Получено слишком много сущностей из Викиданные. Количество загруженных сущностей: 500/500. |
| 33  | Гороховец                  | город                | Получено слишком много сущностей из Викиданные. Количество загруженных сущностей: 500/500. |
| 34  | Горшково                   | деревня              | Получено слишком много сущностей из Викиданные. Количество загруженных сущностей: 500/500. |
| 35  | Григорово                  | деревня              | Получено слишком много сущностей из Викиданные. Количество загруженных сущностей: 500/500. |
| 36  | Гришино                    | село                 | Получено слишком много сущностей из Викиданные. Количество загруженных сущностей: 500/500. |
| 37  | Груздево                   | деревня              | Получено слишком много сущностей из Викиданные. Количество загруженных сущностей: 500/500. |
| 38  | Груздевский                | посёлок              | Получено слишком много сущностей из Викиданные. Количество загруженных сущностей: 500/500. |
| 39  | Денисово                   | деревня              | Получено слишком много сущностей из Викиданные. Количество загруженных сущностей: 500/500. |
| 40  | Дубово                     | деревня              | Получено слишком много сущностей из Викиданные. Количество загруженных сущностей: 500/500. |
| 41  | Дуброво                    | деревня              | Получено слишком много сущностей из Викиданные. Количество загруженных сущностей: 500/500. |
| 42  | Ескино                     | деревня              | Получено слишком много сущностей из Викиданные. Количество загруженных сущностей: 500/500. |
| 43  | Заозерье                   | деревня              | Получено слишком много сущностей из Викиданные. Количество загруженных сущностей: 500/500. |
| 44  | Зелёный Дол                | деревня              | Получено слишком много сущностей из Викиданные. Количество загруженных сущностей: 500/500. |
| 45  | Зимёнки                    | деревня              | Получено слишком много сущностей из Викиданные. Количество загруженных сущностей: 500/500. |
| 46  | Золотово                   | деревня              | Получено слишком много сущностей из Викиданные. Количество загруженных сущностей: 500/500. |
| 47  | Зыково                     | деревня              | Получено слишком много сущностей из Викиданные. Количество загруженных сущностей: 500/500. |
| 48  | Ивачево                    | деревня              | Получено слишком много сущностей из Викиданные. Количество загруженных сущностей: 500/500. |
| 49  | Истомино                   | деревня              | Получено слишком много сущностей из Викиданные. Количество загруженных сущностей: 500/500. |
| 50  | Картаганово                | деревня              | Получено слишком много сущностей из Викиданные. Количество загруженных сущностей: 500/500. |
| 51  | Княжичи                    | деревня              | Получено слишком много сущностей из Викиданные. Количество загруженных сущностей: 500/500. |
| 52  | Кожино                     | деревня              | Получено слишком много сущностей из Викиданные. Количество загруженных сущностей: 500/500. |
| 53  | Колесниково                | деревня              | Получено слишком много сущностей из Викиданные. Количество загруженных сущностей: 500/500. |
| 54  | Кондюрино                  | деревня              | Получено слишком много сущностей из Викиданные. Количество загруженных сущностей: 500/500. |
| 55  | Копсово                    | деревня              | Получено слишком много сущностей из Викиданные. Количество загруженных сущностей: 500/500. |
| 56  | Коровкино                  | деревня              | Получено слишком много сущностей из Викиданные. Количество загруженных сущностей: 500/500. |
| 57  | Кошелиха                   | деревня              | Получено слишком много сущностей из Викиданные. Количество загруженных сущностей: 500/500. |
| 58  | Красково                   | деревня              | Получено слишком много сущностей из Викиданные. Количество загруженных сущностей: 500/500. |
| 59  | Красная Яблонь             | деревня              | Получено слишком много сущностей из Викиданные. Количество загруженных сущностей: 500/500. |
| 60  | Круглово                   | деревня              | Получено слишком много сущностей из Викиданные. Количество загруженных сущностей: 500/500. |
| 61  | Крутово                    | деревня              | Получено слишком много сущностей из Викиданные. Количество загруженных сущностей: 500/500. |
| 62  | Крылово                    | деревня              | Получено слишком много сущностей из Викиданные. Количество загруженных сущностей: 500/500. |
| 63  | Кузяево                    | деревня              | Получено слишком много сущностей из Викиданные. Количество загруженных сущностей: 500/500. |
| 64  | Купля                      | деревня              | Получено слишком много сущностей из Викиданные. Количество загруженных сущностей: 500/500. |
| 65  | Куприяново                 | деревня              | Получено слишком много сущностей из Викиданные. Количество загруженных сущностей: 500/500. |
| 66  | Леоново                    | деревня              | Получено слишком много сущностей из Викиданные. Количество загруженных сущностей: 500/500. |
| 67  | Лесное Татаринцево         | деревня              | Получено слишком много сущностей из Викиданные. Количество загруженных сущностей: 500/500. |
| 68  | Липовка                    | деревня              | Получено слишком много сущностей из Викиданные. Количество загруженных сущностей: 500/500. |
| 69  | Лисино                     | деревня              | Получено слишком много сущностей из Викиданные. Количество загруженных сущностей: 500/500. |
| 70  | Литовка                    | деревня              | Получено слишком много сущностей из Викиданные. Количество загруженных сущностей: 500/500. |
| 71  | Лучинки                    | деревня              | Получено слишком много сущностей из Викиданные. Количество загруженных сущностей: 500/500. |
| 72  | Лыкшино                    | деревня              | Получено слишком много сущностей из Викиданные. Количество загруженных сущностей: 500/500. |
| 73  | Малая Карповка             | деревня              | Получено слишком много сущностей из Викиданные. Количество загруженных сущностей: 500/500. |
| 74  | Малиново                   | деревня              | Получено слишком много сущностей из Викиданные. Количество загруженных сущностей: 500/500. |
| 75  | Малое Сокурово             | деревня              | Получено слишком много сущностей из Викиданные. Количество загруженных сущностей: 500/500. |
| 76  | Малые Лужки                | деревня              | Получено слишком много сущностей из Викиданные. Количество загруженных сущностей: 500/500. |
| 77  | Манылово                   | деревня              | Получено слишком много сущностей из Викиданные. Количество загруженных сущностей: 500/500. |
| 78  | Мелкишево                  | деревня              | Получено слишком много сущностей из Викиданные. Количество загруженных сущностей: 500/500. |
| 79  | Мисюрево                   | деревня              | Получено слишком много сущностей из Викиданные. Количество загруженных сущностей: 500/500. |
| 80  | Митино                     | деревня              | Получено слишком много сущностей из Викиданные. Количество загруженных сущностей: 500/500. |
| 81  | Михайловская               | деревня              | Получено слишком много сущностей из Викиданные. Количество загруженных сущностей: 500/500. |
| 82  | Моисеевка                  | деревня              | Получено слишком много сущностей из Викиданные. Количество загруженных сущностей: 500/500. |
| 83  | Мокеево                    | деревня              | Получено слишком много сущностей из Викиданные. Количество загруженных сущностей: 500/500. |
| 84  | Молодники                  | деревня              | Получено слишком много сущностей из Викиданные. Количество загруженных сущностей: 500/500. |
| 85  | Молодники                  | посёлок ж.д. станции | Получено слишком много сущностей из Викиданные. Количество загруженных сущностей: 500/500. |
| 86  | Морозовка                  | деревня              | Получено слишком много сущностей из Викиданные. Количество загруженных сущностей: 500/500. |
| 87  | Мураково                   | деревня              | Получено слишком много сущностей из Викиданные. Количество загруженных сущностей: 500/500. |
| 88  | Мясниково                  | деревня              | Получено слишком много сущностей из Викиданные. Количество загруженных сущностей: 500/500. |
| 89  | Никиткино                  | деревня              | Получено слишком много сущностей из Викиданные. Количество загруженных сущностей: 500/500. |
| 90  | Новишки                    | деревня              | Получено слишком много сущностей из Викиданные. Количество загруженных сущностей: 500/500. |
| 91  | Нововладимировка           | деревня              | Получено слишком много сущностей из Викиданные. Количество загруженных сущностей: 500/500. |
| 92  | Новокосцы                  | деревня              | Получено слишком много сущностей из Викиданные. Количество загруженных сущностей: 500/500. |
| 93  | Новосемёновка              | деревня              | Получено слишком много сущностей из Викиданные. Количество загруженных сущностей: 500/500. |
| 94  | Новцо                      | деревня              | Получено слишком много сущностей из Викиданные. Количество загруженных сущностей: 500/500. |
| 95  | Новый Поташ                | деревня              | Получено слишком много сущностей из Викиданные. Количество загруженных сущностей: 500/500. |
| 96  | Овинищи                    | деревня              | Получено слишком много сущностей из Викиданные. Количество загруженных сущностей: 500/500. |
| 97  | Осинки                     | деревня              | Получено слишком много сущностей из Викиданные. Количество загруженных сущностей: 500/500. |
| 98  | Отводное                   | деревня              | Получено слишком много сущностей из Викиданные. Количество загруженных сущностей: 500/500. |
| 99  | Павликово                  | деревня              | Получено слишком много сущностей из Викиданные. Количество загруженных сущностей: 500/500. |
| 100 | Першино                    | деревня              | Получено слишком много сущностей из Викиданные. Количество загруженных сущностей: 500/500. |
| 101 | Петрунино                  | деревня              | Получено слишком много сущностей из Викиданные. Количество загруженных сущностей: 500/500. |
| 102 | Пешково                    | деревня              | Получено слишком много сущностей из Викиданные. Количество загруженных сущностей: 500/500. |
| 103 | Повалихино                 | деревня              | Получено слишком много сущностей из Викиданные. Количество загруженных сущностей: 500/500. |
| 104 | Погост                     | деревня              | Получено слишком много сущностей из Викиданные. Количество загруженных сущностей: 500/500. |
| 105 | Погост Вознесенье          | деревня              | Получено слишком много сущностей из Викиданные. Количество загруженных сущностей: 500/500. |
| 106 | Починки                    | деревня              | Получено слишком много сущностей из Викиданные. Количество загруженных сущностей: 500/500. |
| 107 | Пролетарский               | посёлок              | Получено слишком много сущностей из Викиданные. Количество загруженных сущностей: 500/500. |
| 108 | Просье                     | деревня              | Получено слишком много сущностей из Викиданные. Количество загруженных сущностей: 500/500. |
| 109 | Рассвет                    | деревня              | Получено слишком много сущностей из Викиданные. Количество загруженных сущностей: 500/500. |
| 110 | Растригино                 | деревня              | Получено слишком много сущностей из Викиданные. Количество загруженных сущностей: 500/500. |
| 111 | Реброво                    | деревня              | Получено слишком много сущностей из Викиданные. Количество загруженных сущностей: 500/500. |
| 112 | Рождествено                | деревня              | Получено слишком много сущностей из Викиданные. Количество загруженных сущностей: 500/500. |
| 113 | Ротьково                   | деревня              | Получено слишком много сущностей из Викиданные. Количество загруженных сущностей: 500/500. |
| 114 | Сапуново                   | деревня              | Получено слишком много сущностей из Викиданные. Количество загруженных сущностей: 500/500. |
| 115 | Сафонеево                  | деревня              | Получено слишком много сущностей из Викиданные. Количество загруженных сущностей: 500/500. |
| 116 | Светильново                | деревня              | Получено слишком много сущностей из Викиданные. Количество загруженных сущностей: 500/500. |
| 117 | Свято                      | село                 | Получено слишком много сущностей из Викиданные. Количество загруженных сущностей: 500/500. |
| 118 | Сельцо                     | деревня              | Получено слишком много сущностей из Викиданные. Количество загруженных сущностей: 500/500. |
| 119 | Семёновка                  | деревня              | Получено слишком много сущностей из Викиданные. Количество загруженных сущностей: 500/500. |
| 120 | Слободищи                  | деревня              | Получено слишком много сущностей из Викиданные. Количество загруженных сущностей: 500/500. |
| 121 | Слукино                    | деревня              | Получено слишком много сущностей из Викиданные. Количество загруженных сущностей: 500/500. |
| 122 | Случково                   | деревня              | Получено слишком много сущностей из Викиданные. Количество загруженных сущностей: 500/500. |
| 123 | Софряки                    | деревня              | Получено слишком много сущностей из Викиданные. Количество загруженных сущностей: 500/500. |
| 124 | Старый Поташ               | деревня              | Получено слишком много сущностей из Викиданные. Количество загруженных сущностей: 500/500. |
| 125 | Сумароково                 | деревня              | Получено слишком много сущностей из Викиданные. Количество загруженных сущностей: 500/500. |
| 126 | Тараново                   | деревня              | Получено слишком много сущностей из Викиданные. Количество загруженных сущностей: 500/500. |
| 127 | Тарханово                  | деревня              | Получено слишком много сущностей из Викиданные. Количество загруженных сущностей: 500/500. |
| 128 | Телепово                   | деревня              | Получено слишком много сущностей из Викиданные. Количество загруженных сущностей: 500/500. |
| 129 | Тимирязево                 | деревня              | Получено слишком много сущностей из Викиданные. Количество загруженных сущностей: 500/500. |
| 130 | Торфопредприятия «Большое» | посёлок              | Получено слишком много сущностей из Викиданные. Количество загруженных сущностей: 500/500. |
| 131 | Тураково                   | деревня              | Получено слишком много сущностей из Викиданные. Количество загруженных сущностей: 500/500. |
| 132 | Федорково                  | деревня              | Получено слишком много сущностей из Викиданные. Количество загруженных сущностей: 500/500. |
| 133 | Фоминки                    | село                 | Получено слишком много сущностей из Викиданные. Количество загруженных сущностей: 500/500. |
| 134 | Хабалёво                   | деревня              | Получено слишком много сущностей из Викиданные. Количество загруженных сущностей: 500/500. |
| 135 | Хорошево                   | деревня              | Получено слишком много сущностей из Викиданные. Количество загруженных сущностей: 500/500. |
| 136 | Хорошево                   | посёлок              | Получено слишком много сущностей из Викиданные. Количество загруженных сущностей: 500/500. |
| 137 | Черненково                 | деревня              | Получено слишком много сущностей из Викиданные. Количество загруженных сущностей: 500/500. |
| 138 | Чудская                    | деревня              | Получено слишком много сущностей из Викиданные. Количество загруженных сущностей: 500/500. |
| 139 | Чулково                    | деревня              | Получено слишком много сущностей из Викиданные. Количество загруженных сущностей: 500/500. |
| 140 | Чулково                    | посёлок              | Получено слишком много сущностей из Викиданные. Количество загруженных сущностей: 500/500. |
| 141 | Шаньково                   | деревня              | Получено слишком много сущностей из Викиданные. Количество загруженных сущностей: 500/500. |
| 142 | Шубино                     | деревня              | Получено слишком много сущностей из Викиданные. Количество загруженных сущностей: 500/500. |
| 143 | Шуклино                    | деревня              | Получено слишком много сущностей из Викиданные. Количество загруженных сущностей: 500/500. |
| 144 | Юрово                      | деревня              | Получено слишком много сущностей из Викиданные. Количество загруженных сущностей: 500/500. |
| 145 | Юрятино                    | деревня              | Получено слишком много сущностей из Викиданные. Количество загруженных сущностей: 500/500. |
| 146 | Якутино                    | деревня              | Получено слишком много сущностей из Викиданные. Количество загруженных сущностей: 500/500. |

### Гусь-Хрустальный
наверх к оглавлению
| №   | Населённый пункт  | Тип     | Население                                                                                  |
| --- | ----------------- | ------- | ------------------------------------------------------------------------------------------ |
| 1   | Аббакумово        | деревня | Получено слишком много сущностей из Викиданные. Количество загруженных сущностей: 500/500. |
| 2   | Аксёново          | деревня | Получено слишком много сущностей из Викиданные. Количество загруженных сущностей: 500/500. |
| 3   | Александровка     | деревня | Получено слишком много сущностей из Викиданные. Количество загруженных сущностей: 500/500. |
| 4   | Александровка     | деревня | Получено слишком много сущностей из Викиданные. Количество загруженных сущностей: 500/500. |
| 5   | Алфёрово          | деревня | Получено слишком много сущностей из Викиданные. Количество загруженных сущностей: 500/500. |
| 6   | Андреевская       | деревня | Получено слишком много сущностей из Викиданные. Количество загруженных сущностей: 500/500. |
| 7   | Анопино           | посёлок | Получено слишком много сущностей из Викиданные. Количество загруженных сущностей: 500/500. |
| 8   | Аристово          | деревня | Получено слишком много сущностей из Викиданные. Количество загруженных сущностей: 500/500. |
| 9   | Арсамаки          | деревня | Получено слишком много сущностей из Викиданные. Количество загруженных сущностей: 500/500. |
| 10  | Астахово          | деревня | Получено слишком много сущностей из Викиданные. Количество загруженных сущностей: 500/500. |
| 11  | Бабино            | деревня | Получено слишком много сущностей из Викиданные. Количество загруженных сущностей: 500/500. |
| 12  | Бараново          | деревня | Получено слишком много сущностей из Викиданные. Количество загруженных сущностей: 500/500. |
| 13  | Барсуки           | деревня | Получено слишком много сущностей из Викиданные. Количество загруженных сущностей: 500/500. |
| 14  | Бобры             | деревня | Получено слишком много сущностей из Викиданные. Количество загруженных сущностей: 500/500. |
| 15  | Большая Артёмовка | деревня | Получено слишком много сущностей из Викиданные. Количество загруженных сущностей: 500/500. |
| 16  | Борзинка          | деревня | Получено слишком много сущностей из Викиданные. Количество загруженных сущностей: 500/500. |
| 17  | Борзино           | деревня | Получено слишком много сущностей из Викиданные. Количество загруженных сущностей: 500/500. |
| 18  | Борисово          | деревня | Получено слишком много сущностей из Викиданные. Количество загруженных сущностей: 500/500. |
| 19  | Борисово          | деревня | Получено слишком много сущностей из Викиданные. Количество загруженных сущностей: 500/500. |
| 20  | Будевичи          | деревня | Получено слишком много сущностей из Викиданные. Количество загруженных сущностей: 500/500. |
| 21  | Бутылки           | деревня | Получено слишком много сущностей из Викиданные. Количество загруженных сущностей: 500/500. |
| 22  | Василёво          | деревня | Получено слишком много сущностей из Викиданные. Количество загруженных сущностей: 500/500. |
| 23  | Василёво          | деревня | Получено слишком много сущностей из Викиданные. Количество загруженных сущностей: 500/500. |
| 24  | Васюнино          | деревня | Получено слишком много сущностей из Викиданные. Количество загруженных сущностей: 500/500. |
| 25  | Вашутино          | деревня | Получено слишком много сущностей из Викиданные. Количество загруженных сущностей: 500/500. |
| 26  | Вековка           | станция | Получено слишком много сущностей из Викиданные. Количество загруженных сущностей: 500/500. |
| 27  | Великодворский    | посёлок | Получено слишком много сущностей из Викиданные. Количество загруженных сущностей: 500/500. |
| 28  | Великодворье      | село    | Получено слишком много сущностей из Викиданные. Количество загруженных сущностей: 500/500. |
| 29  | Вёшки             | село    | Получено слишком много сущностей из Викиданные. Количество загруженных сущностей: 500/500. |
| 30  | Вырытово          | деревня | Получено слишком много сущностей из Викиданные. Количество загруженных сущностей: 500/500. |
| 31  | Гаврино           | посёлок | Получено слишком много сущностей из Викиданные. Количество загруженных сущностей: 500/500. |
| 32  | Георгиево         | село    | Получено слишком много сущностей из Викиданные. Количество загруженных сущностей: 500/500. |
| 33  | Герольд           | посёлок | Получено слишком много сущностей из Викиданные. Количество загруженных сущностей: 500/500. |
| 34  | Головари          | деревня | Получено слишком много сущностей из Викиданные. Количество загруженных сущностей: 500/500. |
| 35  | Григорьево        | село    | Получено слишком много сущностей из Викиданные. Количество загруженных сущностей: 500/500. |
| 36  | Губцево           | село    | Получено слишком много сущностей из Викиданные. Количество загруженных сущностей: 500/500. |
| 37  | Гусь-Парахино     | село    | Получено слишком много сущностей из Викиданные. Количество загруженных сущностей: 500/500. |
| 38  | Давыдово          | деревня | Получено слишком много сущностей из Викиданные. Количество загруженных сущностей: 500/500. |
| 39  | Демидово          | деревня | Получено слишком много сущностей из Викиданные. Количество загруженных сущностей: 500/500. |
| 40  | Дёмино            | деревня | Получено слишком много сущностей из Викиданные. Количество загруженных сущностей: 500/500. |
| 41  | Дмитриево         | деревня | Получено слишком много сущностей из Викиданные. Количество загруженных сущностей: 500/500. |
| 42  | Добрятино         | посёлок | Получено слишком много сущностей из Викиданные. Количество загруженных сущностей: 500/500. |
| 43  | Долбино           | деревня | Получено слишком много сущностей из Викиданные. Количество загруженных сущностей: 500/500. |
| 44  | Дубасово          | село    | Получено слишком много сущностей из Викиданные. Количество загруженных сущностей: 500/500. |
| 45  | Дубровский        | станция | Получено слишком много сущностей из Викиданные. Количество загруженных сущностей: 500/500. |
| 46  | Дудор             | деревня | Получено слишком много сущностей из Викиданные. Количество загруженных сущностей: 500/500. |
| 47  | Евсино            | деревня | Получено слишком много сущностей из Викиданные. Количество загруженных сущностей: 500/500. |
| 48  | Жары              | деревня | Получено слишком много сущностей из Викиданные. Количество загруженных сущностей: 500/500. |
| 49  | Жигалово          | деревня | Получено слишком много сущностей из Викиданные. Количество загруженных сущностей: 500/500. |
| 50  | Заболотье         | деревня | Получено слишком много сущностей из Викиданные. Количество загруженных сущностей: 500/500. |
| 51  | Заколпье          | село    | Получено слишком много сущностей из Викиданные. Количество загруженных сущностей: 500/500. |
| 52  | Заколпье          | станция | Получено слишком много сущностей из Викиданные. Количество загруженных сущностей: 500/500. |
| 53  | Залесье           | деревня | Получено слишком много сущностей из Викиданные. Количество загруженных сущностей: 500/500. |
| 54  | Занутрино         | деревня | Получено слишком много сущностей из Викиданные. Количество загруженных сущностей: 500/500. |
| 55  | Захарово          | деревня | Получено слишком много сущностей из Викиданные. Количество загруженных сущностей: 500/500. |
| 56  | Зелёный Дол       | посёлок | Получено слишком много сущностей из Викиданные. Количество загруженных сущностей: 500/500. |
| 57  | Золотково         | посёлок | Получено слишком много сущностей из Викиданные. Количество загруженных сущностей: 500/500. |
| 58  | Золотковский      | разъезд | Получено слишком много сущностей из Викиданные. Количество загруженных сущностей: 500/500. |
| 59  | Иванищи           | посёлок | Получено слишком много сущностей из Викиданные. Количество загруженных сущностей: 500/500. |
| 60  | Ивановка          | деревня | Получено слишком много сущностей из Викиданные. Количество загруженных сущностей: 500/500. |
| 61  | Избищи            | деревня | Получено слишком много сущностей из Викиданные. Количество загруженных сущностей: 500/500. |
| 62  | Икшево            | деревня | Получено слишком много сущностей из Викиданные. Количество загруженных сущностей: 500/500. |
| 63  | Ильино            | деревня | Получено слишком много сущностей из Викиданные. Количество загруженных сущностей: 500/500. |
| 64  | Ильичёвка         | деревня | Получено слишком много сущностей из Викиданные. Количество загруженных сущностей: 500/500. |
| 65  | Ильичёво          | посёлок | Получено слишком много сущностей из Викиданные. Количество загруженных сущностей: 500/500. |
| 66  | Колпь             | село    | Получено слишком много сущностей из Викиданные. Количество загруженных сущностей: 500/500. |
| 67  | Комиссаровка      | посёлок | Получено слишком много сущностей из Викиданные. Количество загруженных сущностей: 500/500. |
| 68  | Константиново     | деревня | Получено слишком много сущностей из Викиданные. Количество загруженных сущностей: 500/500. |
| 69  | Красная Заря      | посёлок | Получено слишком много сущностей из Викиданные. Количество загруженных сущностей: 500/500. |
| 70  | Красное Эхо       | посёлок | Получено слишком много сущностей из Викиданные. Количество загруженных сущностей: 500/500. |
| 71  | Красный Октябрь   | посёлок | Получено слишком много сущностей из Викиданные. Количество загруженных сущностей: 500/500. |
| 72  | Красный Посёлок   | деревня | Получено слишком много сущностей из Викиданные. Количество загруженных сущностей: 500/500. |
| 73  | Красный Якорь     | деревня | Получено слишком много сущностей из Викиданные. Количество загруженных сущностей: 500/500. |
| 74  | Крюково           | село    | Получено слишком много сущностей из Викиданные. Количество загруженных сущностей: 500/500. |
| 75  | Кузьмино          | деревня | Получено слишком много сущностей из Викиданные. Количество загруженных сущностей: 500/500. |
| 76  | Купреево          | деревня | Получено слишком много сущностей из Викиданные. Количество загруженных сущностей: 500/500. |
| 77  | Курлово           | город   | Получено слишком много сущностей из Викиданные. Количество загруженных сущностей: 500/500. |
| 78  | Курлово           | деревня | Получено слишком много сущностей из Викиданные. Количество загруженных сущностей: 500/500. |
| 79  | Лазаревка         | деревня | Получено слишком много сущностей из Викиданные. Количество загруженных сущностей: 500/500. |
| 80  | Ларинская         | деревня | Получено слишком много сущностей из Викиданные. Количество загруженных сущностей: 500/500. |
| 81  | Лесная            | деревня | Получено слишком много сущностей из Викиданные. Количество загруженных сущностей: 500/500. |
| 82  | Лесниково         | деревня | Получено слишком много сущностей из Викиданные. Количество загруженных сущностей: 500/500. |
| 83  | Лобаново          | деревня | Получено слишком много сущностей из Викиданные. Количество загруженных сущностей: 500/500. |
| 84  | Маклаки           | деревня | Получено слишком много сущностей из Викиданные. Количество загруженных сущностей: 500/500. |
| 85  | Малая Артёмовка   | деревня | Получено слишком много сущностей из Викиданные. Количество загруженных сущностей: 500/500. |
| 86  | Малинки           | деревня | Получено слишком много сущностей из Викиданные. Количество загруженных сущностей: 500/500. |
| 87  | Малышкино         | деревня | Получено слишком много сущностей из Викиданные. Количество загруженных сущностей: 500/500. |
| 88  | Малюковский       | посёлок | Получено слишком много сущностей из Викиданные. Количество загруженных сущностей: 500/500. |
| 89  | Маслиха           | деревня | Получено слишком много сущностей из Викиданные. Количество загруженных сущностей: 500/500. |
| 90  | Махинский         | посёлок | Получено слишком много сущностей из Викиданные. Количество загруженных сущностей: 500/500. |
| 91  | Махонино          | деревня | Получено слишком много сущностей из Викиданные. Количество загруженных сущностей: 500/500. |
| 92  | Мезиновский       | посёлок | Получено слишком много сущностей из Викиданные. Количество загруженных сущностей: 500/500. |
| 93  | Мильцево          | деревня | Получено слишком много сущностей из Викиданные. Количество загруженных сущностей: 500/500. |
| 94  | Митенино          | деревня | Получено слишком много сущностей из Викиданные. Количество загруженных сущностей: 500/500. |
| 95  | Михали            | деревня | Получено слишком много сущностей из Викиданные. Количество загруженных сущностей: 500/500. |
| 96  | Мокрое            | деревня | Получено слишком много сущностей из Викиданные. Количество загруженных сущностей: 500/500. |
| 97  | Мордвиново        | деревня | Получено слишком много сущностей из Викиданные. Количество загруженных сущностей: 500/500. |
| 98  | Моругино          | деревня | Получено слишком много сущностей из Викиданные. Количество загруженных сущностей: 500/500. |
| 99  | Нагорный          | посёлок | Получено слишком много сущностей из Викиданные. Количество загруженных сущностей: 500/500. |
| 100 | Нарма             | село    | Получено слишком много сущностей из Викиданные. Количество загруженных сущностей: 500/500. |
| 101 | Нармочь           | деревня | Получено слишком много сущностей из Викиданные. Количество загруженных сущностей: 500/500. |
| 102 | Нармуч            | деревня | Получено слишком много сущностей из Викиданные. Количество загруженных сущностей: 500/500. |
| 103 | Неверовский       | посёлок | Получено слишком много сущностей из Викиданные. Количество загруженных сущностей: 500/500. |
| 104 | Неклюдово         | деревня | Получено слишком много сущностей из Викиданные. Количество загруженных сущностей: 500/500. |
| 105 | Неклюдово         | посёлок | Получено слишком много сущностей из Викиданные. Количество загруженных сущностей: 500/500. |
| 106 | Нечаевская        | деревня | Получено слишком много сущностей из Викиданные. Количество загруженных сущностей: 500/500. |
| 107 | Николополье       | деревня | Получено слишком много сущностей из Викиданные. Количество загруженных сущностей: 500/500. |
| 108 | Никулино          | деревня | Получено слишком много сущностей из Викиданные. Количество загруженных сущностей: 500/500. |
| 109 | Ново-Дурово       | деревня | Получено слишком много сущностей из Викиданные. Количество загруженных сущностей: 500/500. |
| 110 | Ново-Мальцево     | деревня | Получено слишком много сущностей из Викиданные. Количество загруженных сущностей: 500/500. |
| 111 | Ново-Новляново    | деревня | Получено слишком много сущностей из Викиданные. Количество загруженных сущностей: 500/500. |
| 112 | Новоопокино       | деревня | Получено слишком много сущностей из Викиданные. Количество загруженных сущностей: 500/500. |
| 113 | Ново-Павликово    | деревня | Получено слишком много сущностей из Викиданные. Количество загруженных сущностей: 500/500. |
| 114 | Ново-Покровское   | деревня | Получено слишком много сущностей из Викиданные. Количество загруженных сущностей: 500/500. |
| 115 | Новоуваровка      | деревня | Получено слишком много сущностей из Викиданные. Количество загруженных сущностей: 500/500. |
| 116 | Обдихово          | деревня | Получено слишком много сущностей из Викиданные. Количество загруженных сущностей: 500/500. |
| 117 | Облепиха          | деревня | Получено слишком много сущностей из Викиданные. Количество загруженных сущностей: 500/500. |
| 118 | Овинцы            | деревня | Получено слишком много сущностей из Викиданные. Количество загруженных сущностей: 500/500. |
| 119 | Окатово           | деревня | Получено слишком много сущностей из Викиданные. Количество загруженных сущностей: 500/500. |
| 120 | Орлово            | деревня | Получено слишком много сущностей из Викиданные. Количество загруженных сущностей: 500/500. |
| 121 | Осташево          | деревня | Получено слишком много сущностей из Викиданные. Количество загруженных сущностей: 500/500. |
| 122 | Острова           | деревня | Получено слишком много сущностей из Викиданные. Количество загруженных сущностей: 500/500. |
| 123 | Павликово         | деревня | Получено слишком много сущностей из Викиданные. Количество загруженных сущностей: 500/500. |
| 124 | Паево             | деревня | Получено слишком много сущностей из Викиданные. Количество загруженных сущностей: 500/500. |
| 125 | Палищи            | село    | Получено слишком много сущностей из Викиданные. Количество загруженных сущностей: 500/500. |
| 126 | Парахино          | деревня | Получено слишком много сущностей из Викиданные. Количество загруженных сущностей: 500/500. |
| 127 | Первомайский      | посёлок | Получено слишком много сущностей из Викиданные. Количество загруженных сущностей: 500/500. |
| 128 | Перово            | деревня | Получено слишком много сущностей из Викиданные. Количество загруженных сущностей: 500/500. |
| 129 | Першково          | деревня | Получено слишком много сущностей из Викиданные. Количество загруженных сущностей: 500/500. |
| 130 | Побойки           | деревня | Получено слишком много сущностей из Викиданные. Количество загруженных сущностей: 500/500. |
| 131 | Поповичи          | деревня | Получено слишком много сущностей из Викиданные. Количество загруженных сущностей: 500/500. |
| 132 | Потапково         | деревня | Получено слишком много сущностей из Викиданные. Количество загруженных сущностей: 500/500. |
| 133 | Потаповская       | деревня | Получено слишком много сущностей из Викиданные. Количество загруженных сущностей: 500/500. |
| 134 | Починки           | деревня | Получено слишком много сущностей из Викиданные. Количество загруженных сущностей: 500/500. |
| 135 | Прокшино          | деревня | Получено слишком много сущностей из Викиданные. Количество загруженных сущностей: 500/500. |
| 136 | Протасьево        | деревня | Получено слишком много сущностей из Викиданные. Количество загруженных сущностей: 500/500. |
| 137 | Пшеницино         | деревня | Получено слишком много сущностей из Викиданные. Количество загруженных сущностей: 500/500. |
| 138 | Растово           | деревня | Получено слишком много сущностей из Викиданные. Количество загруженных сущностей: 500/500. |
| 139 | Рязаново          | деревня | Получено слишком много сущностей из Викиданные. Количество загруженных сущностей: 500/500. |
| 140 | Савиково          | деревня | Получено слишком много сущностей из Викиданные. Количество загруженных сущностей: 500/500. |
| 141 | Савинская         | деревня | Получено слишком много сущностей из Викиданные. Количество загруженных сущностей: 500/500. |
| 142 | Семёновка         | деревня | Получено слишком много сущностей из Викиданные. Количество загруженных сущностей: 500/500. |
| 143 | Сивцево           | деревня | Получено слишком много сущностей из Викиданные. Количество загруженных сущностей: 500/500. |
| 144 | Синцово           | деревня | Получено слишком много сущностей из Викиданные. Количество загруженных сущностей: 500/500. |
| 145 | Скворцово         | деревня | Получено слишком много сущностей из Викиданные. Количество загруженных сущностей: 500/500. |
| 146 | Спудни            | деревня | Получено слишком много сущностей из Викиданные. Количество загруженных сущностей: 500/500. |
| 147 | Старково          | деревня | Получено слишком много сущностей из Викиданные. Количество загруженных сущностей: 500/500. |
| 148 | Староопокино      | деревня | Получено слишком много сущностей из Викиданные. Количество загруженных сущностей: 500/500. |
| 149 | Степаново         | деревня | Получено слишком много сущностей из Викиданные. Количество загруженных сущностей: 500/500. |
| 150 | Степаново         | деревня | Получено слишком много сущностей из Викиданные. Количество загруженных сущностей: 500/500. |
| 151 | Сулово            | деревня | Получено слишком много сущностей из Викиданные. Количество загруженных сущностей: 500/500. |
| 152 | Таланово          | деревня | Получено слишком много сущностей из Викиданные. Количество загруженных сущностей: 500/500. |
| 153 | Тальново          | деревня | Получено слишком много сущностей из Викиданные. Количество загруженных сущностей: 500/500. |
| 154 | Тасино            | посёлок | Получено слишком много сущностей из Викиданные. Количество загруженных сущностей: 500/500. |
| 155 | Тасинский         | посёлок | Получено слишком много сущностей из Викиданные. Количество загруженных сущностей: 500/500. |
| 156 | Тасинский Бор     | посёлок | Получено слишком много сущностей из Викиданные. Количество загруженных сущностей: 500/500. |
| 157 | Тащилово          | село    | Получено слишком много сущностей из Викиданные. Количество загруженных сущностей: 500/500. |
| 158 | Тименка           | деревня | Получено слишком много сущностей из Викиданные. Количество загруженных сущностей: 500/500. |
| 159 | Тихоново          | деревня | Получено слишком много сущностей из Викиданные. Количество загруженных сущностей: 500/500. |
| 160 | Толстиково        | деревня | Получено слишком много сущностей из Викиданные. Количество загруженных сущностей: 500/500. |
| 161 | Труфаново         | деревня | Получено слишком много сущностей из Викиданные. Количество загруженных сущностей: 500/500. |
| 162 | Трушкино          | деревня | Получено слишком много сущностей из Викиданные. Количество загруженных сущностей: 500/500. |
| 163 | Тюрьвищи          | деревня | Получено слишком много сущностей из Викиданные. Количество загруженных сущностей: 500/500. |
| 164 | Уляхино           | деревня | Получено слишком много сущностей из Викиданные. Количество загруженных сущностей: 500/500. |
| 165 | Уршельский        | посёлок | Получено слишком много сущностей из Викиданные. Количество загруженных сущностей: 500/500. |
| 166 | Усады             | деревня | Получено слишком много сущностей из Викиданные. Количество загруженных сущностей: 500/500. |
| 167 | Фёдоровка         | деревня | Получено слишком много сущностей из Викиданные. Количество загруженных сущностей: 500/500. |
| 168 | Федотово          | деревня | Получено слишком много сущностей из Викиданные. Количество загруженных сущностей: 500/500. |
| 169 | Филатово          | деревня | Получено слишком много сущностей из Викиданные. Количество загруженных сущностей: 500/500. |
| 170 | Фомино            | деревня | Получено слишком много сущностей из Викиданные. Количество загруженных сущностей: 500/500. |
| 171 | Харламово         | деревня | Получено слишком много сущностей из Викиданные. Количество загруженных сущностей: 500/500. |
| 172 | Цикуль            | село    | Получено слишком много сущностей из Викиданные. Количество загруженных сущностей: 500/500. |
| 173 | Часлицы           | деревня | Получено слишком много сущностей из Викиданные. Количество загруженных сущностей: 500/500. |
| 174 | Чёково            | деревня | Получено слишком много сущностей из Викиданные. Количество загруженных сущностей: 500/500. |
| 175 | Черсево           | село    | Получено слишком много сущностей из Викиданные. Количество загруженных сущностей: 500/500. |
| 176 | Чисти             | деревня | Получено слишком много сущностей из Викиданные. Количество загруженных сущностей: 500/500. |
| 177 | Чиур              | деревня | Получено слишком много сущностей из Викиданные. Количество загруженных сущностей: 500/500. |
| 178 | Шабаново          | деревня | Получено слишком много сущностей из Викиданные. Количество загруженных сущностей: 500/500. |
| 179 | Шевертни          | деревня | Получено слишком много сущностей из Викиданные. Количество загруженных сущностей: 500/500. |
| 180 | Шестимирово       | деревня | Получено слишком много сущностей из Викиданные. Количество загруженных сущностей: 500/500. |
| 181 | Эрлекс            | село    | Получено слишком много сущностей из Викиданные. Количество загруженных сущностей: 500/500. |
| 182 | Ягодино           | деревня | Получено слишком много сущностей из Викиданные. Количество загруженных сущностей: 500/500. |
| 183 | Язвицы            | деревня | Получено слишком много сущностей из Викиданные. Количество загруженных сущностей: 500/500. |
| 184 | Якимец            | посёлок | Получено слишком много сущностей из Викиданные. Количество загруженных сущностей: 500/500. |

### Камешковский
наверх к оглавлению
| №   | Населённый пункт       | Тип     | Население                                                                                  |
| --- | ---------------------- | ------- | ------------------------------------------------------------------------------------------ |
| 1   | Абросимово             | деревня | Получено слишком много сущностей из Викиданные. Количество загруженных сущностей: 500/500. |
| 2   | Аксенцево              | деревня | Получено слишком много сущностей из Викиданные. Количество загруженных сущностей: 500/500. |
| 3   | Андрейцево             | деревня | Получено слишком много сущностей из Викиданные. Количество загруженных сущностей: 500/500. |
| 4   | Арефино                | деревня | Получено слишком много сущностей из Викиданные. Количество загруженных сущностей: 500/500. |
| 5   | Байково                | деревня | Получено слишком много сущностей из Викиданные. Количество загруженных сущностей: 500/500. |
| 6   | Балмышево              | деревня | Получено слишком много сущностей из Викиданные. Количество загруженных сущностей: 500/500. |
| 7   | Берково                | деревня | Получено слишком много сущностей из Викиданные. Количество загруженных сущностей: 500/500. |
| 8   | Близнино               | деревня | Получено слишком много сущностей из Викиданные. Количество загруженных сущностей: 500/500. |
| 9   | Бородино               | деревня | Получено слишком много сущностей из Викиданные. Количество загруженных сущностей: 500/500. |
| 10  | Брызгалово             | деревня | Получено слишком много сущностей из Викиданные. Количество загруженных сущностей: 500/500. |
| 11  | Бураково               | деревня | Получено слишком много сущностей из Викиданные. Количество загруженных сущностей: 500/500. |
| 12  | Вакурино               | деревня | Получено слишком много сущностей из Викиданные. Количество загруженных сущностей: 500/500. |
| 13  | Вахромеево             | деревня | Получено слишком много сущностей из Викиданные. Количество загруженных сущностей: 500/500. |
| 14  | Верещагино             | деревня | Получено слишком много сущностей из Викиданные. Количество загруженных сущностей: 500/500. |
| 15  | Волковойно             | деревня | Получено слишком много сущностей из Викиданные. Количество загруженных сущностей: 500/500. |
| 16  | Ворынино               | деревня | Получено слишком много сущностей из Викиданные. Количество загруженных сущностей: 500/500. |
| 17  | Воскресенское          | село    | Получено слишком много сущностей из Викиданные. Количество загруженных сущностей: 500/500. |
| 18  | Второво                | село    | Получено слишком много сущностей из Викиданные. Количество загруженных сущностей: 500/500. |
| 19  | Высоково               | деревня | Получено слишком много сущностей из Викиданные. Количество загруженных сущностей: 500/500. |
| 20  | Гаврильцево            | деревня | Получено слишком много сущностей из Викиданные. Количество загруженных сущностей: 500/500. |
| 21  | Гатиха                 | село    | Получено слишком много сущностей из Викиданные. Количество загруженных сущностей: 500/500. |
| 22  | Глазово                | деревня | Получено слишком много сущностей из Викиданные. Количество загруженных сущностей: 500/500. |
| 23  | Горки                  | деревня | Получено слишком много сущностей из Викиданные. Количество загруженных сущностей: 500/500. |
| 24  | Горки                  | село    | Получено слишком много сущностей из Викиданные. Количество загруженных сущностей: 500/500. |
| 25  | Городок                | деревня | Получено слишком много сущностей из Викиданные. Количество загруженных сущностей: 500/500. |
| 26  | Грезино                | деревня | Получено слишком много сущностей из Викиданные. Количество загруженных сущностей: 500/500. |
| 27  | Давыдово               | село    | Получено слишком много сущностей из Викиданные. Количество загруженных сущностей: 500/500. |
| 28  | Дворики                | деревня | Получено слишком много сущностей из Викиданные. Количество загруженных сущностей: 500/500. |
| 29  | Дмитриково             | деревня | Получено слишком много сущностей из Викиданные. Количество загруженных сущностей: 500/500. |
| 30  | Дружба                 | посёлок | Получено слишком много сущностей из Викиданные. Количество загруженных сущностей: 500/500. |
| 31  | Епишово                | деревня | Получено слишком много сущностей из Викиданные. Количество загруженных сущностей: 500/500. |
| 32  | Жуиха                  | деревня | Получено слишком много сущностей из Викиданные. Количество загруженных сущностей: 500/500. |
| 33  | Зауичье                | деревня | Получено слишком много сущностей из Викиданные. Количество загруженных сущностей: 500/500. |
| 34  | Ивановская             | деревня | Получено слишком много сущностей из Викиданные. Количество загруженных сущностей: 500/500. |
| 35  | Ивашково               | деревня | Получено слишком много сущностей из Викиданные. Количество загруженных сущностей: 500/500. |
| 36  | Ивишенье               | деревня | Получено слишком много сущностей из Викиданные. Количество загруженных сущностей: 500/500. |
| 37  | имени Артёма           | посёлок | Получено слишком много сущностей из Викиданные. Количество загруженных сущностей: 500/500. |
| 38  | имени Горького         | посёлок | Получено слишком много сущностей из Викиданные. Количество загруженных сущностей: 500/500. |
| 39  | имени Карла Маркса     | посёлок | Получено слишком много сущностей из Викиданные. Количество загруженных сущностей: 500/500. |
| 40  | имени Кирова           | посёлок | Получено слишком много сущностей из Викиданные. Количество загруженных сущностей: 500/500. |
| 41  | имени Красина          | посёлок | Получено слишком много сущностей из Викиданные. Количество загруженных сущностей: 500/500. |
| 42  | имени Фрунзе           | посёлок | Получено слишком много сущностей из Викиданные. Количество загруженных сущностей: 500/500. |
| 43  | Истомино               | деревня | Получено слишком много сущностей из Викиданные. Количество загруженных сущностей: 500/500. |
| 44  | Каменово               | деревня | Получено слишком много сущностей из Викиданные. Количество загруженных сущностей: 500/500. |
| 45  | Камешково              | город   | Получено слишком много сущностей из Викиданные. Количество загруженных сущностей: 500/500. |
| 46  | Карякино               | деревня | Получено слишком много сущностей из Викиданные. Количество загруженных сущностей: 500/500. |
| 47  | Кижаны                 | деревня | Получено слишком много сущностей из Викиданные. Количество загруженных сущностей: 500/500. |
| 48  | Кирюшино               | деревня | Получено слишком много сущностей из Викиданные. Количество загруженных сущностей: 500/500. |
| 49  | Коверино               | село    | Получено слишком много сущностей из Викиданные. Количество загруженных сущностей: 500/500. |
| 50  | Колосово               | деревня | Получено слишком много сущностей из Викиданные. Количество загруженных сущностей: 500/500. |
| 51  | Краснознаменский       | посёлок | Получено слишком много сущностей из Викиданные. Количество загруженных сущностей: 500/500. |
| 52  | Краснораменье          | деревня | Получено слишком много сущностей из Викиданные. Количество загруженных сущностей: 500/500. |
| 53  | Круглово               | село    | Получено слишком много сущностей из Викиданные. Количество загруженных сущностей: 500/500. |
| 54  | Крутово                | деревня | Получено слишком много сущностей из Викиданные. Количество загруженных сущностей: 500/500. |
| 55  | Куницыно               | деревня | Получено слишком много сущностей из Викиданные. Количество загруженных сущностей: 500/500. |
| 56  | Курменёво              | деревня | Получено слишком много сущностей из Викиданные. Количество загруженных сущностей: 500/500. |
| 57  | Лаптево                | село    | Получено слишком много сущностей из Викиданные. Количество загруженных сущностей: 500/500. |
| 58  | Леонтьево              | деревня | Получено слишком много сущностей из Викиданные. Количество загруженных сущностей: 500/500. |
| 59  | Лошаиха                | деревня | Получено слишком много сущностей из Викиданные. Количество загруженных сущностей: 500/500. |
| 60  | Лубенкино              | деревня | Получено слишком много сущностей из Викиданные. Количество загруженных сущностей: 500/500. |
| 61  | Лубенцы                | деревня | Получено слишком много сущностей из Викиданные. Количество загруженных сущностей: 500/500. |
| 62  | Макариха               | деревня | Получено слишком много сущностей из Викиданные. Количество загруженных сущностей: 500/500. |
| 63  | Марьинка               | деревня | Получено слишком много сущностей из Викиданные. Количество загруженных сущностей: 500/500. |
| 64  | Микшино                | деревня | Получено слишком много сущностей из Викиданные. Количество загруженных сущностей: 500/500. |
| 65  | Мирный                 | посёлок | Получено слишком много сущностей из Викиданные. Количество загруженных сущностей: 500/500. |
| 66  | Мишнево                | деревня | Получено слишком много сущностей из Викиданные. Количество загруженных сущностей: 500/500. |
| 67  | Мокеево                | деревня | Получено слишком много сущностей из Викиданные. Количество загруженных сущностей: 500/500. |
| 68  | Мостцы                 | село    | Получено слишком много сущностей из Викиданные. Количество загруженных сущностей: 500/500. |
| 69  | Назарово               | деревня | Получено слишком много сущностей из Викиданные. Количество загруженных сущностей: 500/500. |
| 70  | Неверково              | деревня | Получено слишком много сущностей из Викиданные. Количество загруженных сущностей: 500/500. |
| 71  | Нерлинка               | деревня | Получено слишком много сущностей из Викиданные. Количество загруженных сущностей: 500/500. |
| 72  | Нестерково             | деревня | Получено слишком много сущностей из Викиданные. Количество загруженных сущностей: 500/500. |
| 73  | Новая Быковка          | деревня | Получено слишком много сущностей из Викиданные. Количество загруженных сущностей: 500/500. |
| 74  | Новая Заря             | посёлок | Получено слишком много сущностей из Викиданные. Количество загруженных сущностей: 500/500. |
| 75  | Новая Печуга           | деревня | Получено слишком много сущностей из Викиданные. Количество загруженных сущностей: 500/500. |
| 76  | Новки                  | деревня | Получено слишком много сущностей из Викиданные. Количество загруженных сущностей: 500/500. |
| 77  | Новки                  | посёлок | Получено слишком много сущностей из Викиданные. Количество загруженных сущностей: 500/500. |
| 78  | Новосёлка              | деревня | Получено слишком много сущностей из Викиданные. Количество загруженных сущностей: 500/500. |
| 79  | Новское                | деревня | Получено слишком много сущностей из Викиданные. Количество загруженных сущностей: 500/500. |
| 80  | Остров                 | деревня | Получено слишком много сущностей из Викиданные. Количество загруженных сущностей: 500/500. |
| 81  | Палашкино              | село    | Получено слишком много сущностей из Викиданные. Количество загруженных сущностей: 500/500. |
| 82  | Патакино               | село    | Получено слишком много сущностей из Викиданные. Количество загруженных сущностей: 500/500. |
| 83  | Пенкино                | деревня | Получено слишком много сущностей из Викиданные. Количество загруженных сущностей: 500/500. |
| 84  | Пигасово               | деревня | Получено слишком много сущностей из Викиданные. Количество загруженных сущностей: 500/500. |
| 85  | Пирогово               | деревня | Получено слишком много сущностей из Викиданные. Количество загруженных сущностей: 500/500. |
| 86  | Пищихино               | деревня | Получено слишком много сущностей из Викиданные. Количество загруженных сущностей: 500/500. |
| 87  | Плясицыно              | деревня | Получено слишком много сущностей из Викиданные. Количество загруженных сущностей: 500/500. |
| 88  | Пожарницы              | деревня | Получено слишком много сущностей из Викиданные. Количество загруженных сущностей: 500/500. |
| 89  | Приволье               | деревня | Получено слишком много сущностей из Викиданные. Количество загруженных сущностей: 500/500. |
| 90  | Придорожный            | посёлок | Получено слишком много сущностей из Викиданные. Количество загруженных сущностей: 500/500. |
| 91  | Ручкино                | деревня | Получено слишком много сущностей из Викиданные. Количество загруженных сущностей: 500/500. |
| 92  | Рябиновка              | деревня | Получено слишком много сущностей из Викиданные. Количество загруженных сущностей: 500/500. |
| 93  | Ряхово                 | село    | Получено слишком много сущностей из Викиданные. Количество загруженных сущностей: 500/500. |
| 94  | санатория имени Ленина | посёлок | Получено слишком много сущностей из Викиданные. Количество загруженных сущностей: 500/500. |
| 95  | Саулово                | деревня | Получено слишком много сущностей из Викиданные. Количество загруженных сущностей: 500/500. |
| 96  | Семенигино             | деревня | Получено слишком много сущностей из Викиданные. Количество загруженных сущностей: 500/500. |
| 97  | Сергеиха               | деревня | Получено слишком много сущностей из Викиданные. Количество загруженных сущностей: 500/500. |
| 98  | Сереброво              | деревня | Получено слишком много сущностей из Викиданные. Количество загруженных сущностей: 500/500. |
| 99  | Симаково               | деревня | Получено слишком много сущностей из Викиданные. Количество загруженных сущностей: 500/500. |
| 100 | Симоново               | деревня | Получено слишком много сущностей из Викиданные. Количество загруженных сущностей: 500/500. |
| 101 | Сосновка               | деревня | Получено слишком много сущностей из Викиданные. Количество загруженных сущностей: 500/500. |
| 102 | Старая Никола          | погост  | Получено слишком много сущностей из Викиданные. Количество загруженных сущностей: 500/500. |
| 103 | Стариково              | деревня | Получено слишком много сущностей из Викиданные. Количество загруженных сущностей: 500/500. |
| 104 | Ступино                | деревня | Получено слишком много сущностей из Викиданные. Количество загруженных сущностей: 500/500. |
| 105 | Суслово                | деревня | Получено слишком много сущностей из Викиданные. Количество загруженных сущностей: 500/500. |
| 106 | Сынково                | деревня | Получено слишком много сущностей из Викиданные. Количество загруженных сущностей: 500/500. |
| 107 | Тереховицы             | деревня | Получено слишком много сущностей из Викиданные. Количество загруженных сущностей: 500/500. |
| 108 | Тынцы                  | село    | Получено слишком много сущностей из Викиданные. Количество загруженных сущностей: 500/500. |
| 109 | Усолье                 | село    | Получено слишком много сущностей из Викиданные. Количество загруженных сущностей: 500/500. |
| 110 | Филяндино              | деревня | Получено слишком много сущностей из Викиданные. Количество загруженных сущностей: 500/500. |
| 111 | Фомиха                 | село    | Получено слишком много сущностей из Викиданные. Количество загруженных сущностей: 500/500. |
| 112 | Харламово              | деревня | Получено слишком много сущностей из Викиданные. Количество загруженных сущностей: 500/500. |
| 113 | Хохлово                | деревня | Получено слишком много сущностей из Викиданные. Количество загруженных сущностей: 500/500. |
| 114 | Чистуха                | село    | Получено слишком много сущностей из Викиданные. Количество загруженных сущностей: 500/500. |
| 115 | Шухурдино              | деревня | Получено слишком много сущностей из Викиданные. Количество загруженных сущностей: 500/500. |
| 116 | Щекино                 | деревня | Получено слишком много сущностей из Викиданные. Количество загруженных сущностей: 500/500. |
| 117 | Эдемское               | село    | Получено слишком много сущностей из Викиданные. Количество загруженных сущностей: 500/500. |
| 118 | Юрятино                | деревня | Получено слишком много сущностей из Викиданные. Количество загруженных сущностей: 500/500. |

### Киржачский
наверх к оглавлению
| №   | Населённый пункт   | Тип     | Население                                                                                  |
| --- | ------------------ | ------- | ------------------------------------------------------------------------------------------ |
| 1   | Акулово            | деревня | Получено слишком много сущностей из Викиданные. Количество загруженных сущностей: 500/500. |
| 2   | Аленино            | деревня | Получено слишком много сущностей из Викиданные. Количество загруженных сущностей: 500/500. |
| 3   | Арефино            | деревня | Получено слишком много сущностей из Викиданные. Количество загруженных сущностей: 500/500. |
| 4   | Артемьево          | деревня | Получено слишком много сущностей из Викиданные. Количество загруженных сущностей: 500/500. |
| 5   | Афанасово          | деревня | Получено слишком много сущностей из Викиданные. Количество загруженных сущностей: 500/500. |
| 6   | Бабурино           | деревня | Получено слишком много сущностей из Викиданные. Количество загруженных сущностей: 500/500. |
| 7   | Бардово            | деревня | Получено слишком много сущностей из Викиданные. Количество загруженных сущностей: 500/500. |
| 8   | Барсово            | посёлок | Получено слишком много сущностей из Викиданные. Количество загруженных сущностей: 500/500. |
| 9   | Бельково           | деревня | Получено слишком много сущностей из Викиданные. Количество загруженных сущностей: 500/500. |
| 10  | Бельково           | станция | Получено слишком много сущностей из Викиданные. Количество загруженных сущностей: 500/500. |
| 11  | Бельцы             | деревня | Получено слишком много сущностей из Викиданные. Количество загруженных сущностей: 500/500. |
| 12  | Бережки            | деревня | Получено слишком много сущностей из Викиданные. Количество загруженных сущностей: 500/500. |
| 13  | Бухлово            | деревня | Получено слишком много сущностей из Викиданные. Количество загруженных сущностей: 500/500. |
| 14  | Буяни              | хутор   | Получено слишком много сущностей из Викиданные. Количество загруженных сущностей: 500/500. |
| 15  | Бынино             | деревня | Получено слишком много сущностей из Викиданные. Количество загруженных сущностей: 500/500. |
| 16  | Василёво           | деревня | Получено слишком много сущностей из Викиданные. Количество загруженных сущностей: 500/500. |
| 17  | Вишняки            | деревня | Получено слишком много сущностей из Викиданные. Количество загруженных сущностей: 500/500. |
| 18  | Власьево           | деревня | Получено слишком много сущностей из Викиданные. Количество загруженных сущностей: 500/500. |
| 19  | Головино           | деревня | Получено слишком много сущностей из Викиданные. Количество загруженных сущностей: 500/500. |
| 20  | Горка              | посёлок | Получено слишком много сущностей из Викиданные. Количество загруженных сущностей: 500/500. |
| 21  | Грибаново          | деревня | Получено слишком много сущностей из Викиданные. Количество загруженных сущностей: 500/500. |
| 22  | Дворищи            | деревня | Получено слишком много сущностей из Викиданные. Количество загруженных сущностей: 500/500. |
| 23  | Дубки              | деревня | Получено слишком много сущностей из Викиданные. Количество загруженных сущностей: 500/500. |
| 24  | Дубровка           | деревня | Получено слишком много сущностей из Викиданные. Количество загруженных сущностей: 500/500. |
| 25  | Ельцы              | деревня | Получено слишком много сущностей из Викиданные. Количество загруженных сущностей: 500/500. |
| 26  | Ефаново            | деревня | Получено слишком много сущностей из Викиданные. Количество загруженных сущностей: 500/500. |
| 27  | Ефремово           | деревня | Получено слишком много сущностей из Викиданные. Количество загруженных сущностей: 500/500. |
| 28  | Желдыбино          | деревня | Получено слишком много сущностей из Викиданные. Количество загруженных сущностей: 500/500. |
| 29  | Желдыбино          | посёлок | Получено слишком много сущностей из Викиданные. Количество загруженных сущностей: 500/500. |
| 30  | Жердево            | деревня | Получено слишком много сущностей из Викиданные. Количество загруженных сущностей: 500/500. |
| 31  | Жердеево           | деревня | Получено слишком много сущностей из Викиданные. Количество загруженных сущностей: 500/500. |
| 32  | Заречье            | село    | Получено слишком много сущностей из Викиданные. Количество загруженных сущностей: 500/500. |
| 33  | Захарово           | деревня | Получено слишком много сущностей из Викиданные. Количество загруженных сущностей: 500/500. |
| 34  | Знаменское         | деревня | Получено слишком много сущностей из Викиданные. Количество загруженных сущностей: 500/500. |
| 35  | Ивашево            | деревня | Получено слишком много сущностей из Викиданные. Количество загруженных сущностей: 500/500. |
| 36  | Игнатово           | деревня | Получено слишком много сущностей из Викиданные. Количество загруженных сущностей: 500/500. |
| 37  | Илейкино           | деревня | Получено слишком много сущностей из Викиданные. Количество загруженных сущностей: 500/500. |
| 38  | Ильинское          | деревня | Получено слишком много сущностей из Викиданные. Количество загруженных сущностей: 500/500. |
| 39  | Илькино            | деревня | Получено слишком много сущностей из Викиданные. Количество загруженных сущностей: 500/500. |
| 40  | Карпово            | деревня | Получено слишком много сущностей из Викиданные. Количество загруженных сущностей: 500/500. |
| 41  | Карповщина         | деревня | Получено слишком много сущностей из Викиданные. Количество загруженных сущностей: 500/500. |
| 42  | Кашино             | деревня | Получено слишком много сущностей из Викиданные. Количество загруженных сущностей: 500/500. |
| 43  | Кипрево            | деревня | Получено слишком много сущностей из Викиданные. Количество загруженных сущностей: 500/500. |
| 44  | Киржач             | город   | Получено слишком много сущностей из Викиданные. Количество загруженных сущностей: 500/500. |
| 45  | Климково           | деревня | Получено слишком много сущностей из Викиданные. Количество загруженных сущностей: 500/500. |
| 46  | Климово            | деревня | Получено слишком много сущностей из Викиданные. Количество загруженных сущностей: 500/500. |
| 47  | Коленово           | деревня | Получено слишком много сущностей из Викиданные. Количество загруженных сущностей: 500/500. |
| 48  | Корытово           | деревня | Получено слишком много сущностей из Викиданные. Количество загруженных сущностей: 500/500. |
| 49  | Кошелево           | деревня | Получено слишком много сущностей из Викиданные. Количество загруженных сущностей: 500/500. |
| 50  | Красилово          | деревня | Получено слишком много сущностей из Викиданные. Количество загруженных сущностей: 500/500. |
| 51  | Красный Горняк     | посёлок | Получено слишком много сущностей из Викиданные. Количество загруженных сущностей: 500/500. |
| 52  | Красный Огорок     | деревня | Получено слишком много сущностей из Викиданные. Количество загруженных сущностей: 500/500. |
| 53  | Красный Угол       | деревня | Получено слишком много сущностей из Викиданные. Количество загруженных сущностей: 500/500. |
| 54  | Красный Угол       | посёлок | Получено слишком много сущностей из Викиданные. Количество загруженных сущностей: 500/500. |
| 55  | Крутец             | деревня | Получено слишком много сущностей из Викиданные. Количество загруженных сущностей: 500/500. |
| 56  | Кудрино            | деревня | Получено слишком много сущностей из Викиданные. Количество загруженных сущностей: 500/500. |
| 57  | Курбатово          | деревня | Получено слишком много сущностей из Викиданные. Количество загруженных сущностей: 500/500. |
| 58  | Левахи             | деревня | Получено слишком много сущностей из Викиданные. Количество загруженных сущностей: 500/500. |
| 59  | Лисицыно           | деревня | Получено слишком много сущностей из Викиданные. Количество загруженных сущностей: 500/500. |
| 60  | Лисицыно           | посёлок | Получено слишком много сущностей из Викиданные. Количество загруженных сущностей: 500/500. |
| 61  | Ляпино             | участок | Получено слишком много сущностей из Викиданные. Количество загруженных сущностей: 500/500. |
| 62  | Маринкино          | деревня | Получено слишком много сущностей из Викиданные. Количество загруженных сущностей: 500/500. |
| 63  | Мелёжа             | деревня | Получено слишком много сущностей из Викиданные. Количество загруженных сущностей: 500/500. |
| 64  | Мележи             | участок | Получено слишком много сущностей из Викиданные. Количество загруженных сущностей: 500/500. |
| 65  | Митенино           | деревня | Получено слишком много сущностей из Викиданные. Количество загруженных сущностей: 500/500. |
| 66  | Митино             | деревня | Получено слишком много сущностей из Викиданные. Количество загруженных сущностей: 500/500. |
| 67  | Михали             | деревня | Получено слишком много сущностей из Викиданные. Количество загруженных сущностей: 500/500. |
| 68  | Мызжелово          | деревня | Получено слишком много сущностей из Викиданные. Количество загруженных сущностей: 500/500. |
| 69  | Наумово            | деревня | Получено слишком много сущностей из Викиданные. Количество загруженных сущностей: 500/500. |
| 70  | Недюрево           | деревня | Получено слишком много сущностей из Викиданные. Количество загруженных сущностей: 500/500. |
| 71  | Никиткино          | деревня | Получено слишком много сущностей из Викиданные. Количество загруженных сущностей: 500/500. |
| 72  | Никифорово         | деревня | Получено слишком много сущностей из Викиданные. Количество загруженных сущностей: 500/500. |
| 73  | Новинки            | деревня | Получено слишком много сущностей из Викиданные. Количество загруженных сущностей: 500/500. |
| 74  | Новосёлово         | деревня | Получено слишком много сущностей из Викиданные. Количество загруженных сущностей: 500/500. |
| 75  | Офушино            | деревня | Получено слишком много сущностей из Викиданные. Количество загруженных сущностей: 500/500. |
| 76  | Перегудово         | деревня | Получено слишком много сущностей из Викиданные. Количество загруженных сущностей: 500/500. |
| 77  | Першино            | посёлок | Получено слишком много сущностей из Викиданные. Количество загруженных сущностей: 500/500. |
| 78  | Песьяне            | деревня | Получено слишком много сущностей из Викиданные. Количество загруженных сущностей: 500/500. |
| 79  | Петряево           | деревня | Получено слишком много сущностей из Викиданные. Количество загруженных сущностей: 500/500. |
| 80  | Петухово           | деревня | Получено слишком много сущностей из Викиданные. Количество загруженных сущностей: 500/500. |
| 81  | Полутино           | деревня | Получено слишком много сущностей из Викиданные. Количество загруженных сущностей: 500/500. |
| 82  | Ратьково           | деревня | Получено слишком много сущностей из Викиданные. Количество загруженных сущностей: 500/500. |
| 83  | Рожково            | деревня | Получено слишком много сущностей из Викиданные. Количество загруженных сущностей: 500/500. |
| 84  | Рязанки            | деревня | Получено слишком много сущностей из Викиданные. Количество загруженных сущностей: 500/500. |
| 85  | Рясницыно          | деревня | Получено слишком много сущностей из Викиданные. Количество загруженных сущностей: 500/500. |
| 86  | Савельево          | деревня | Получено слишком много сущностей из Викиданные. Количество загруженных сущностей: 500/500. |
| 87  | Савино             | деревня | Получено слишком много сущностей из Викиданные. Количество загруженных сущностей: 500/500. |
| 88  | Семёновское        | село    | Получено слишком много сущностей из Викиданные. Количество загруженных сущностей: 500/500. |
| 89  | Сергиевка          | деревня | Получено слишком много сущностей из Викиданные. Количество загруженных сущностей: 500/500. |
| 90  | Скоморохово        | деревня | Получено слишком много сущностей из Викиданные. Количество загруженных сущностей: 500/500. |
| 91  | Слободка           | деревня | Получено слишком много сущностей из Викиданные. Количество загруженных сущностей: 500/500. |
| 92  | Смольнево          | деревня | Получено слишком много сущностей из Викиданные. Количество загруженных сущностей: 500/500. |
| 93  | Соповские Землянки | деревня | Получено слишком много сущностей из Викиданные. Количество загруженных сущностей: 500/500. |
| 94  | Старково           | деревня | Получено слишком много сущностей из Викиданные. Количество загруженных сущностей: 500/500. |
| 95  | Старово            | деревня | Получено слишком много сущностей из Викиданные. Количество загруженных сущностей: 500/500. |
| 96  | Тельвяково         | деревня | Получено слишком много сущностей из Викиданные. Количество загруженных сущностей: 500/500. |
| 97  | Тимино             | деревня | Получено слишком много сущностей из Викиданные. Количество загруженных сущностей: 500/500. |
| 98  | Трохино            | деревня | Получено слишком много сущностей из Викиданные. Количество загруженных сущностей: 500/500. |
| 99  | Трусково           | деревня | Получено слишком много сущностей из Викиданные. Количество загруженных сущностей: 500/500. |
| 100 | Трутнево           | деревня | Получено слишком много сущностей из Викиданные. Количество загруженных сущностей: 500/500. |
| 101 | Фёдоровское        | деревня | Получено слишком много сущностей из Викиданные. Количество загруженных сущностей: 500/500. |
| 102 | Фетиново           | деревня | Получено слишком много сущностей из Викиданные. Количество загруженных сущностей: 500/500. |
| 103 | Филипповское       | село    | Получено слишком много сущностей из Викиданные. Количество загруженных сущностей: 500/500. |
| 104 | Финеево            | деревня | Получено слишком много сущностей из Викиданные. Количество загруженных сущностей: 500/500. |
| 105 | Фуникова Гора      | деревня | Получено слишком много сущностей из Викиданные. Количество загруженных сущностей: 500/500. |
| 106 | Халино             | деревня | Получено слишком много сущностей из Викиданные. Количество загруженных сущностей: 500/500. |
| 107 | Харламово          | деревня | Получено слишком много сущностей из Викиданные. Количество загруженных сущностей: 500/500. |
| 108 | Хвостово           | деревня | Получено слишком много сущностей из Викиданные. Количество загруженных сущностей: 500/500. |
| 109 | Хмелево            | деревня | Получено слишком много сущностей из Викиданные. Количество загруженных сущностей: 500/500. |
| 110 | Храпки             | деревня | Получено слишком много сущностей из Викиданные. Количество загруженных сущностей: 500/500. |
| 111 | Шувалово           | посёлок | Получено слишком много сущностей из Викиданные. Количество загруженных сущностей: 500/500. |
| 112 | Юрцово             | деревня | Получено слишком много сущностей из Викиданные. Количество загруженных сущностей: 500/500. |
| 113 | Ясная Поляна       | деревня | Получено слишком много сущностей из Викиданные. Количество загруженных сущностей: 500/500. |

### Ковровский
наверх к оглавлениюВремя, выделенное для выполнения скриптов, истекло.

### Кольчугинский
наверх к оглавлениюВремя, выделенное для выполнения скриптов, истекло.

### Меленковский
наверх к оглавлениюВремя, выделенное для выполнения скриптов, истекло.

### Муромский
наверх к оглавлениюВремя, выделенное для выполнения скриптов, истекло.

### Петушинский
наверх к оглавлениюВремя, выделенное для выполнения скриптов, истекло.

### Селивановский
наверх к оглавлениюВремя, выделенное для выполнения скриптов, истекло.

### Собинский
наверх к оглавлениюВремя, выделенное для выполнения скриптов, истекло.

### Судогодский
наверх к оглавлениюВремя, выделенное для выполнения скриптов, истекло.

### Суздальский

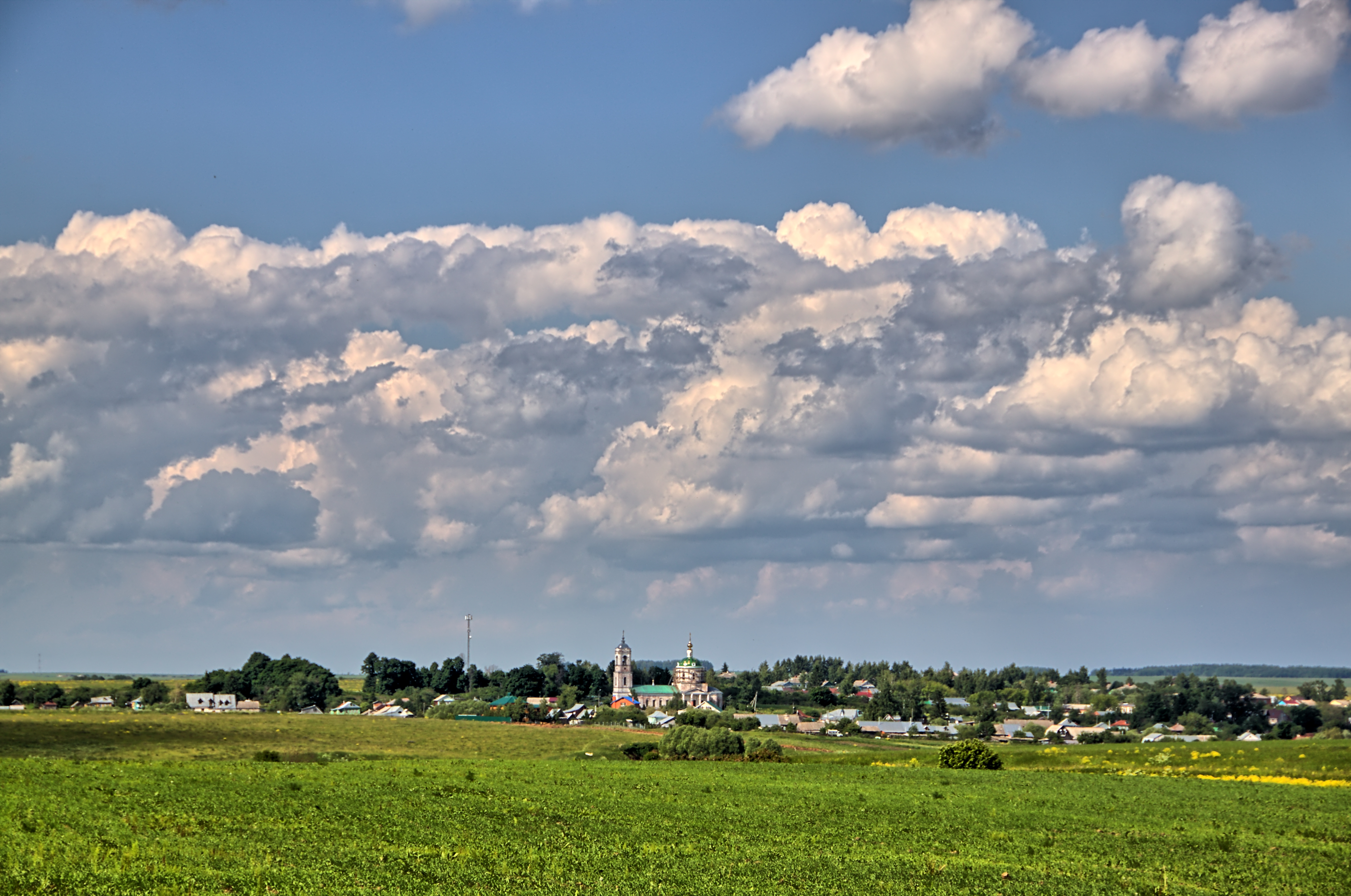
Борисовское. 2013 год

наверх к оглавлениюВремя, выделенное для выполнения скриптов, истекло.

### Юрьев-Польский
наверх к оглавлениюВремя, выделенное для выполнения скриптов, истекло.

## Исчезнувшие населённые пункты
- Архангельский Погост (урочище);
- Волчиха (деревня);
- Аргуново (урочище).

### Микрорайоны других городов
| Название    | Год включения в черту города | Городской район | Прежний статус                        |
| Владимир    | Владимир                     | Владимир        | Владимир                              |
| ----------- | ---------------------------- | --------------- | ------------------------------------- |
| Доброе      | 1950                         | Фрунзенский     | село                                  |
| Коммунар    | 2006                         | Октябрьский     | посёлок                               |
| Лунёво      | 1994                         | Октябрьский     | посёлок                               |
| Оргтруд     | 2006                         | Фрунзенский     | посёлок (2004—2006) пгт (до 2004)     |
| Энергетик   | 2006                         | Ленинский       | пгт                                   |
| Юрьевец     | 2006                         | Ленинский       | пгт (1964—2006) посёлок (до 1964)     |
| Вязники     |                              |                 |                                       |
| Нововязники | 2005                         | _               | пгт (1934—2005) ж/д станция (до 1934) |
| Муром       |                              |                 |                                       |
| Вербовский  | 1996                         | _               | пгт                                   |
| Карачарово  | 1960                         | _               | село                                  |

## Населённые пункты с интересными названиями
На территории нынешней Владимирской области в разное время жили финно-угорские народы и славяне, здесь проходили походы Великих русских и варяжских князей. Поэтому здесь встречаются населённые пункты с необычными для русского языка названиями, например:
- Боголюбово — князь Андрей Боголюбский в 1158 году основал здесь резиденцию[7], впоследствии Боголюбский монастырь;

- Кидекша — по версии А. И. Попова начальное «ки-» — мерянское слово со значением «камень»[8];

- Мстёра;

- Муром — существует много версий происхождения топонима, по одной из версий топоним происходит от финно-угорского племени мурома, по версии В. И. Даля, название города происходит от слова муром, муромь — «полива, глазурь, стекловатая оболочка на гончарной посуде, на изразцах, из глета и оловянного пепла»[9];

- Ставрово — первоначальное название поселения — село Крестово; дома в нём были расположены в две улицы, образующие крест. В дальнейшем было переименовано помещицей, владевшей этими землями, в Ставрово (от греч. Σταυρός — крест);

- Судогда — назван по расположению на реке Судогда. В свою очередь гидроним по наиболее распространённой версии имеет финно-угорское происхождение[10];

- Суздаль — по мнению Олега Трубачёва, название города происходит от старославянского глагола съзьдати, одно из значений которого было «слепить из глины»[11].
- Кинобол
- Шихобалово